# Liste de personnalités liées à Lyon
Pour un article plus général, voir Lyon.
Ils sont de Lyon ou ont marqué la ville de leur influence :

## Autorités civiles - Militaires - Religieux

### Souverains
Officiellement fondée en -43 par le général romain Lucius Munatius Plancus, Lugdunum (Lyon antique) devient capitale des Gaules sous l'impulsion de l'empereur Auguste et de son gendre Agrippa. La ville voit naître deux empereurs romains, Claude et Caracalla, en mourir un, Gratien, ainsi que le prétendant à la succession de Septime Sévère, Clodius Albinus et l'usurpateur Magnence. La ville romaine accueille de nombreux empereurs dont Caligula et Vitellius. À la chute de l'Empire romain, Lyon devient l'une des capitales du royaume burgonde et abrite le séjour prolongé de ses rois, notamment Gondebaud. Un épisode rapporté par Grégoire de Tours suggère que Lyon serait le lieu de naissance de la reine Clotilde de Bourgogne, femme de Clovis Ier. Le roi de France Philippe V le Long est également né à Lyon.

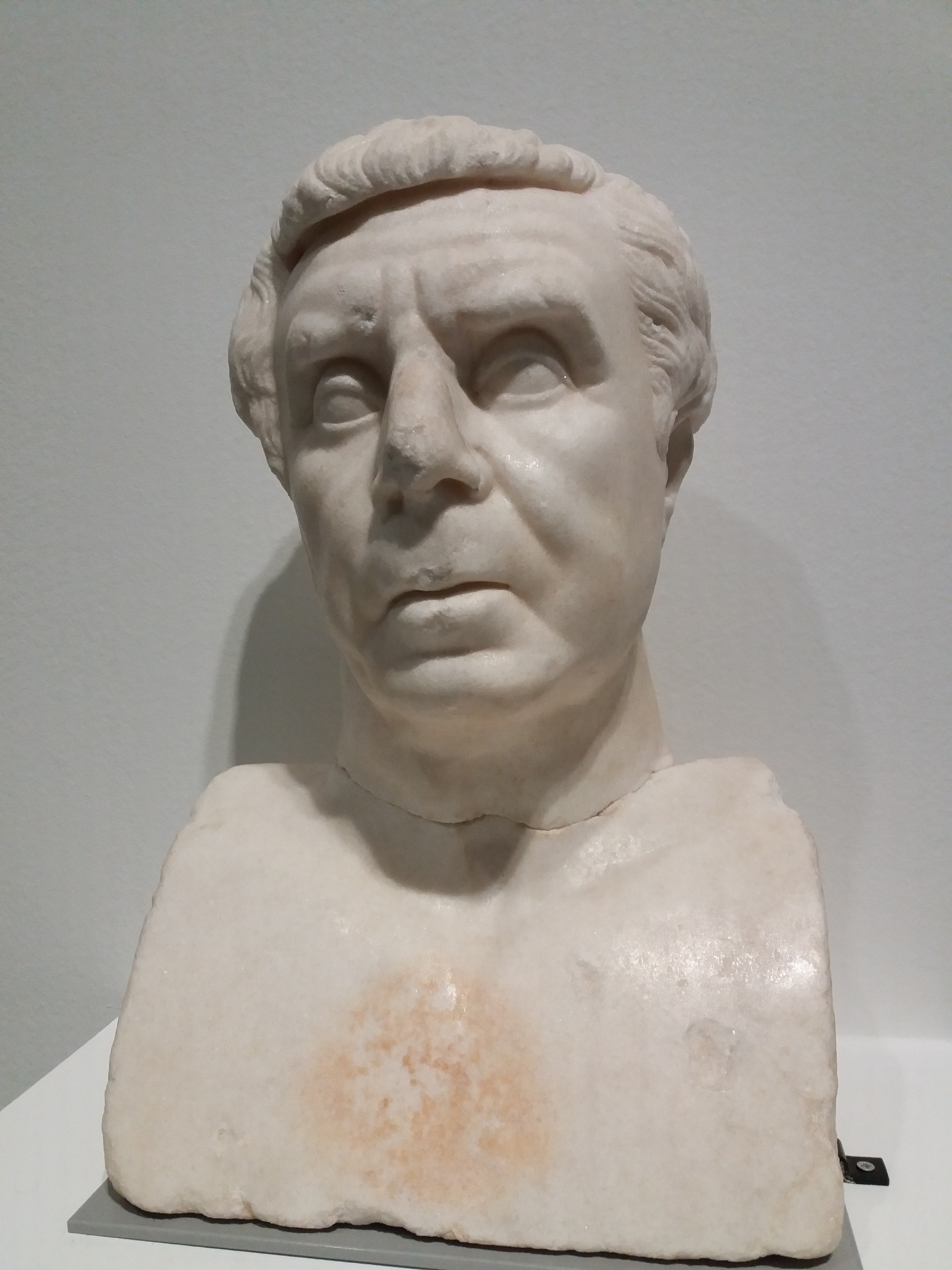
Buste supposé de Lucius Munatius Plancus - Fondateur de Lugdunum en 43 av. J.-C.
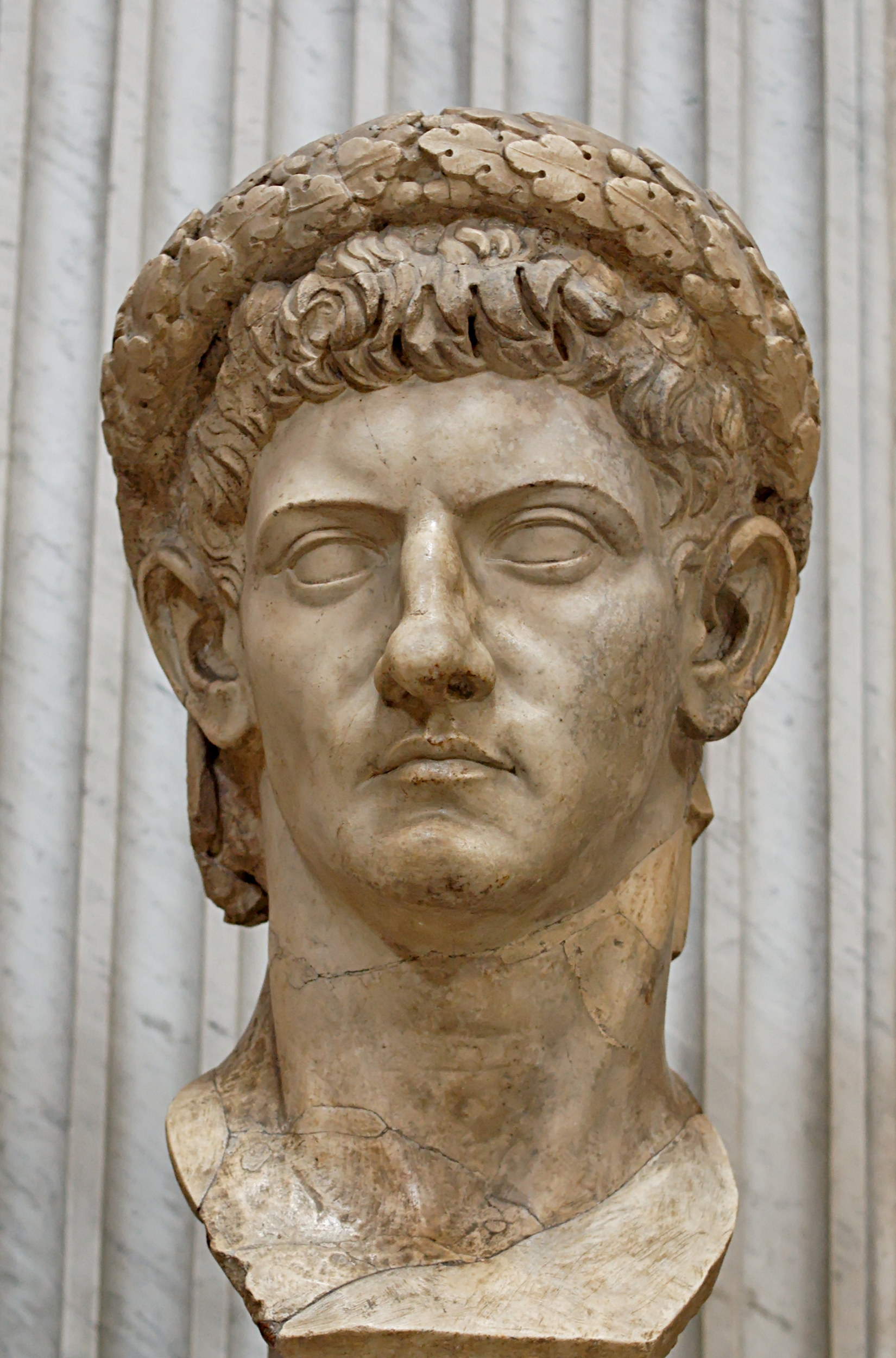
Claude - 10 av. J.-C. (Lugdunum) - 54 (Rome ?) - Buste en Jupiter. Marbre vers 50
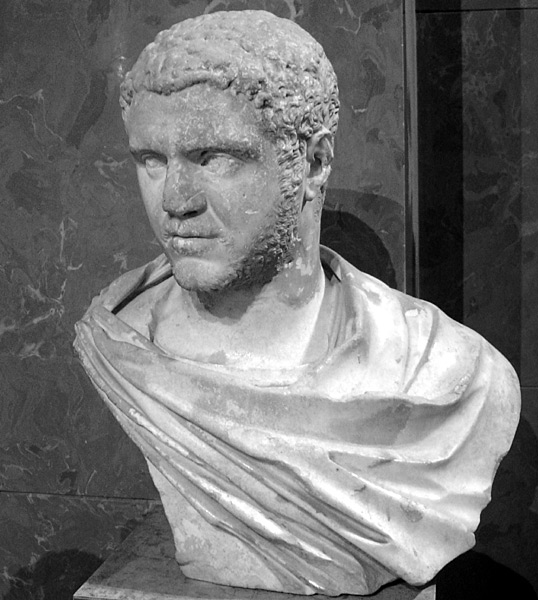
Caracalla - 186 (Lugdunum) - 217 (près de Harran) - Buste au musée du Louvre
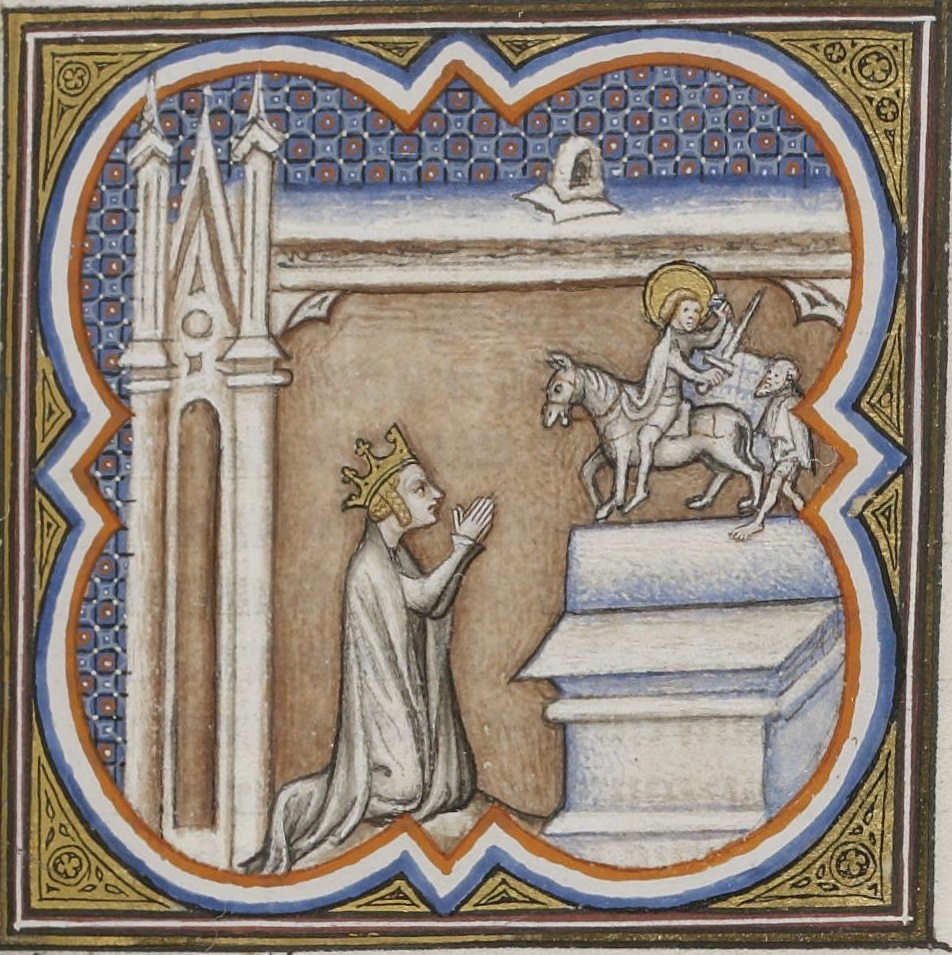
Clothilde de Bourgogne - Vers 475 (Lyon ?) - Vers 545 (Tours ?) - Enluminure
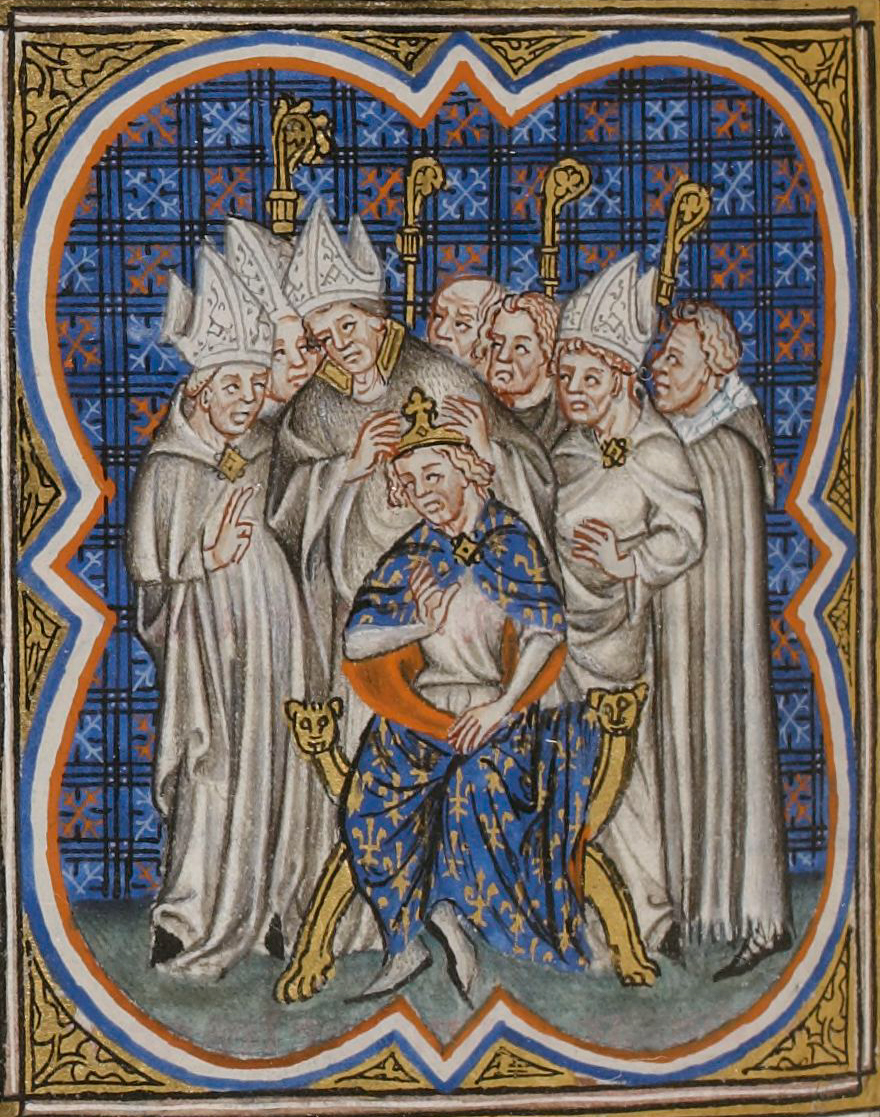
Philippe V le Long - Vers 1293 (Lyon) - 1322 (Paris) - Enluminure

### Gouvernants, figures politiques
- Listes détaillées :
  - Liste des prévôts des marchands de Lyon
  - Liste des maires de Lyon
  - Liste des préfets du Rhône

| Nom                                  | Lieu de naissance         | Date de naissance | Lieu de décès        | Date de décès    | Statut, fonction | Illustration | Légende |
| ------------------------------------ | ------------------------- | ----------------- | -------------------- | ---------------- | --- | ------------ | --- |
| Le comte André-Pierre-Étienne Abrial | Paris                     | 1783              | Paris                | 1840             | Commissaire général de la Police de Lyon, nommé par Napoléon Ier |              | Portrait par Frédéric Christophe d'Houdetot                                                                                  |
| Victor Augagneur                     | Lyon                      | 1855              | Le Vésinet           | 1931             | Médecin et homme politique, parti républicain-socialiste, maire de Lyon, député de Lyon, plusieurs fois ministre (1911-1915), gouverneur de Madagascar (1905-1910), puis de l'Afrique équatoriale française (1919) ,                                                                              |              | |
| Bernard Accoyer                      | Lyon                      | 1945              | --                   |                  | Homme politique |              | |
| Antoine Avinin                       | Lyon                      | 1902              | Massiac              | 1962             | Homme politique, résistant |              | |
| Édouard Aynard                       | Lyon                      | 1837              | Paris                | 1913             | Banquier, homme politique, député de Lyon entre 1889 et 1913 |              | Le Pèlerin, 1902 |
| Mikhail Bakounine                    | Priamoukhino en Russie    | 1814              | Berne en Suisse      | 1876             | Participe activement au soulèvement de Lyon en septembre 1870, où il sera arrêté puis relâché. |              | Portrait par Félix Nadar |
| Désiré Barodet                       | Sermesse                  | 1823              | Vincelles            | 1906             | homme politique ; maire de Lyon ; député de la Seine |              | |
| Raymond Barre                        | Saint-Denis (Réunion)     | 1924              | Paris                | 2007             | Économiste et homme politique, vice-président de la Commission européenne, Premier ministre (1976-1981), maire de Lyon (1995-2001), député du Rhône (1948-2002). |              | |
| René Beaumont                        | Lyon                      | 1940              | --                   | --               | Homme politique, sénateur |              | En 2011 |
| Azouz Begag                          | Lyon                      | 1957              | --                   | --               | Homme politique |              | Meeting de François Bayrou le 18 avril 2007 au palais omnisports de Paris-Bercy, dans le cadre de la campagne présidentielle |
| Pomponne de Bellièvre                | Lyon                      | 1529              | Paris                | 1607             | Chancelier de France, conseiller d'Henri III et d'Henri IV. Reçoit de ce dernier la mission d'achever la soumission de la ville de Lyon : Il met fin au consulat et remplace les 12 consuls par 4 échevins.                                                                                       |              | |
| Nicolas Bergasse                     | Lyon                      | 1750              | Paris                | 1832             | Homme politique et philosophe conservateur. Élu par le Tiers-État de Lyon, il s'oppose en 1789 à la Déclaration des Droits de l'Homme. Soutien de Louis XVI, puis de Louis XVIII, il combat la diffusion des thèses libérales.                                                                    |              | |
| Laurent Bonnevay                     | Saint-Didier-au-Mont-d'Or | 1870              | Lyon                 | 1957             | Avocat et Homme politique centriste de la IIIe République. Père de la première Loi sur le logement social en 1912. Créateur à Lyon en 1920 de « l'Office public des Habitations à Bon marché » . Président du conseil général du Rhône (1934-1940 et 1945-1957).                                  |              | En 1929 |
| Auguste Burdeau                      | Lyon                      | 1851              | Paris                | 1894             | Homme politique de la Troisième République. Normalien et agrégé de philosophie, il défend la laïcité. Député du Rhône (1885-1894), il devient ministre puis président de la Chambre des Députés en 1894.                                                                                          |              | |
| Louis Buyat                          | Lyon                      | 1875              | Chaponnay            | 1963             | Homme politique Membre du Parti républicain, radical et radical-socialiste, Député en 1902, Réélu en 1906, en 1928 puis en 1936. En juillet 1940, il vote en faveur de la remise des pleins pouvoirs au maréchal Pétain. Sous l'Occupation, il est membre du Conseil national instauré par Vichy. |              | |
| Marie Joseph Chalier                 | Beaulard                  | 1747              | Lyon                 | 1793             | Orateur et militant révolutionnaire |              | |
| Paul-Armand Challemel-Lacour         | Avranches                 | 1827              | Paris                | 1896             | Homme d'État, normalien et agrégé de philosophie. Professe des idées républicaines, est nommé préfet du Rhône à la chute du second Empire. |              | |
| Achille Chaper                       | Paris                     | 1795              | Grenoble             | 1874             | Préfet du Rhône |              | |
| Francisque Collomb                   | Saint-Rambert-en-Bugey    | 1910              | ?                    | 2009             | Ancien maire de Lyon |              | |
| Gérard Collomb                       | Chalon-sur-Saône          | 1947              | Pierre-Bénite        | 25 novembre 2023 | Maire de Lyon de 2001 à 2017, président de la métropole de Lyon de 2015 à 2017 et sénateur du Rhône de 1999 à 2017. Ancien ministre de l'Intérieur, réélu maire de Lyon le 5 novembre 2018. |              | |
| Philibert Delphin                    | Lyon                      | 1779              | Lyon                 | 1874             | Député du Rhône |              | |
| Alfred Elmiger                       | Lyon                      | 1886              | Lyon                 | 1958             | Homme politique, pharmacien de profession. Vote contre les pleins pouvoirs attribués au maréchal Pétain, confirmant le comportement singulier des parlementaires du Rhône notamment par l’influence de Laurent Bonnevay,.                                                                         |              | |
| Hervé Fabre-Aubrespy                 | Lyon                      | 1956              | /                    | /                | Député européen |              | |
| Yves Farge                           | Salon-de-Provence         | 1899              | Tbilissi, Géorgie    | 1953             | Journaliste au Progrès de Lyon, résistant, commissaire politique à Lyon, Compagnon de la Libération |              | |
| Jules Favre                          | Lyon                      | 1809              | Versailles           | 1880             | Homme politique, protestant du courant libéral, il fut un républicain convaincu mais modéré. |              | Photographié en 1865 par Félix Nadar                                                                                         |
| Jean-Claude Fay de Sathonay          | Lyon                      | 1762              | Lyon                 | 1812             | Avocat et homme politique, maire de Lyon et créateur de sa police municipale |              | |
| Georges Fenech                       | Sousse en Tunisie         | 1954              | --                   | --               | Homme politique, magistrat |              | |
| Jean-Claude Fulchiron                | Lyon                      | 1774              | Paris                | 1859             | Député du Rhône, pair de France |              | |
| Henri Frenay                         | Lyon                      | 1905              | Porto-Vecchio        | 1988             | Homme politique, résistant |              | |
| Antoine Gailleton                    | Lyon                      | 1829              | Lyon                 | 1904             | Médecin et maire de Lyon (1881-1900) |              | |
| Justin Godart                        | Lyon                      | 1871              | Paris                | 1956             | Résistant et homme politique, militant du Parti radical-socialiste. Fondateur en 1918 de la Ligue contre le cancer qu'il préside jusqu'en 1956. Participe à l'Organisation internationale du travail. Député de Lyon (1906-1926), sénateur du Rhône (1926-1940), maire de Lyon (en 1944-45).      |              | |
| Pierre Goldman                       | Lyon                      | 1944              | Paris                | 1979             | Intellectuel engagé d'extrême gauche ayant glissé dans le banditisme, demi-frère aîné du chanteur Jean-Jacques Goldman. Il meurt assassiné dans le 13e arrondissement de Paris. |              | |
| Maurice Guérin                       | Angers                    | 1887              | Lyon                 | 1969             | député du Rhône de 1945 à 1951 |              | |
| Henri Guillermin                     | Prissé                    | 1920              | Lyon                 | 1984             | député du Rhône de 1962 à 1978 |              | |
| Jacques-Louis Hénon                  | Lyon                      | 1802              | Montpellier          | 1872             | Médecin et botaniste. Député républicain du Rhône (1852-1869), maire de Lyon du 15 septembre 1870 à 1872. |              | |
| Édouard Herriot                      | Troyes                    | 1872              | Saint-Genis-Laval    | 1957             | Ancien maire de Lyon, ministre |              | |
| Camille Jordan                       | Lyon                      | 1771              | Paris                | 1821             | Homme politique |              | |
| Alexandre Jullien                    | Lyon                      | 1823              | Saint-Clair-du-Rhône | 1898             | Homme politique et banquier |              | |
| Henri Lacombe                        | Lyon                      | 1904              | Saint-Genis-Laval    | 1972             | homme politique, député du Rhône |              | |
| Jean de Lacroix-Laval                | Lyon                      | 1772              | Orliénas             | 1860             | homme politique et négociant |              | |
| André Lassagne                       | Lyon                      | 1911              | Lyon                 | 1953             | Agrégé de lettres, résistant, sénateur du Rhône de 1948 à 1953 |              | Stèle commémorative à Caluire-et-Cuire                                                                                       |
| Louis Lépine                         | Lyon                      | 1846              | Paris                | 1933             | homme politique ; créateur du concours Lépine |              | |
| Pierre Mazeaud                       | Lyon                      | 1929              | --                   | --               | Juriste, homme politique |              | |
| Adolphe Messimy                      | Lyon                      | 1869              | Charnoz              | 1935             | Député de l'Ain, ministre de la Guerre |              | |
| Michel Noir                          | Lyon                      | 1944              | --                   | --               | Homme politique, ancien maire de Lyon |              | |
| Jean Peissel                         | Caluire-et-Cuire          | 1911              | Lyon                 | 1950             | ancien député du Rhône |              | |
| Jacques Pélissard                    | Lyon                      | 1946              | --                   | --               | Homme politique (UMP) , il préside l'Association des maires de France. |              | En novembre 2005 au 79e Congrès de l'AMF                                                                                     |
| Dominique Perben                     | Lyon                      | 1945              | --                   | --               | Homme politique |              | |
| Louis Pradel                         | Lyon                      | 1906              | Lyon                 | 1976             | Homme politique, ancien maire de Lyon |              | |
| Jean-Jack Queyranne                  | Lyon                      | 1945              |                      |                  | Homme politique |              | En 2012 |
| Pierre-Thomas Rambaud                | Lyon                      | 1754              | Vourles              | 1845             | Homme politique, ancien maire de Lyon, titré baron par Napoléon Ier, avocat, président de la Cour d'appel de Lyon |              | |
| Paul Jean Pierre Sauzet              | Lyon                      | 1809              | Lyon                 | 1876             | Homme politique |              | |
| Sauveur Scherlock                    | Lyon                      | 1771              |                      | 1800             | Homme politique, ancien député du Vaucluse |              | |
| Maurice-René Simonnet                | Lyon                      | 1919              | Montélimar           | 1988             | Homme politique |              | |
| Jacques Soustelle                    | Montpellier               | 1912              | Neuilly-sur-Seine    | 1990             | Homme politique, ethnologue, membre de l'Académie française |              | |
| Jean-François Terme                  | Lyon                      | 1791              | Lyon                 | 1847             | Homme politique et maire de Lyon |              | |
| Louis Tissier                        | Lyon                      | 1866              | Paris                | 1943             | Homme politique, Député et Sénateur de Vaucluse |              | |
| Jacques Trémolin                     | Lyon                      | 1910              | Bobigny              | 1986             | Homme politique, écrivain, résistant |              | |
| Pierre Truche                        | Lyon                      | 1929              | --                   | --               | Magistrat |              | |
| Laurent Wauquiez                     | Lyon                      | 1975              | --                   | --               | Homme politique |              | En 2008 |

### Militaires, résistants
Un grand nombre de personnages vont graviter dans l'orbite lyonnaise pendant la Seconde Guerre mondiale ce qui lui confère le titre de « capitale de la Résistance ». Plusieurs réseaux s'activent contre l'occupation allemande. On peut notamment citer Lucie et Raymond Aubrac dont la vie est racontée dans le film Lucie Aubrac. La Résistance perd son éminence avec l'arrestation de Jean Moulin à Caluire-et-Cuire en 1943 dans la maison que le docteur Dugoujon avait mise au service du mouvement. Une multitude de résistants locaux moins connus doivent être mentionnés : Eugène Pons, Henri Gorce-Franklin et le réseau Gallia, Charles Secrétant et le réseau Action, le mouvement Franc-Tireur, qui s'oppose à la politique anti-républicaine du régime de Vichy, et ses fondateurs parmi lesquels Elie Péju, Antoine Avinin, Auguste Pinton, Eugène Claudius-Petit, Jean-Pierre Lévy et ses partisans, Jean-Jacques Soudeille, le député Maurice Pierre Rolland et l'ingénieur Noël Clavier. La venue en mars 1941 de Berty Albrecht, peu après l'arrivée de Henri Frenay, marque le début de l'édition lyonnaise du Bulletin du Mouvement de libération nationale (MLN). Citons encore Robert Machadier et Marcel Lemoine, communistes condamnés à mort par le Tribunal militaire de Lyon. Ils sont graciés par le maréchal Pétain en septembre 1941.
Pour honorer certains résistants, la ville a baptisé certaines rues de leur nom :
- Gilbert Dru : assassiné par les Allemands, avec quatre autres prisonniers, le 27 juillet 1944, place Bellecour
- Marius Vivier-Merle : secrétaire de l'Union des Syndicats ouvriers, il tient son dernier meeting public autorisé par le régime le 1er mai 1941 à la Bourse du Travail[4]. Il a donné son nom au boulevard qui traverse le quartier de la Part-Dieu (3e arr.)
- Marcel-Gabriel Rivière : il forme le premier groupe franc de Combat, dont la première opération est le sabotage de la conférence de propagande allemande du docteur Grimm (2e arr.)
- Eugène Pons (4e arr.)

| Nom                              | Lieu de naissance   | Date de naissance | Lieu de décès                                      | Date de décès | Statut, fonction | Illustration | Légende                                                                   |
| -------------------------------- | ------------------- | ----------------- | -------------------------------------------------- | ------------- | --- | ------------ | ------------------------------------------------------------------------- |
| François de Neuville de Villeroi | Lyon                | 1644              | Paris                                              | 1730          | Maréchal de France |              |                                                                           |
| Claude Martin                    | Lyon                | 1735              | Lucknow, en Inde                                   | 1800          | Soldat français de la Compagnie française des Indes orientales. Créateur des écoles de La Martinière.                                                                                            |              |                                                                           |
| Antoine Joseph Robin             | Dortan              | 1761              | Lyon                                               | 1808          | Général de division, |              |                                                                           |
| Pierre Margaron                  | Lyon                | 1765              | Paris                                              | 1824          | Général de division, |              |                                                                           |
| Joseph Marie de Pernety          | Lyon                | 1766              | Paris                                              | 1856          | Général de division, |              |                                                                           |
| Léonard Duphot                   | Lyon                | 1769              | Rome                                               | 1797          | Général de brigade |              |                                                                           |
| Louis Gabriel Suchet             | Lyon                | 1770              | Marseille                                          | 1826          | Maréchal de France, pair de France |              |                                                                           |
| Philippe André Martel            | Rives               | 1771              | Lyon                                               | 1849          | Général de division, |              |                                                                           |
| Boniface de Castellane           | Paris               | 1788              | Lyon                                               | 1862          | Maréchal de France |              |                                                                           |
| Jean-Pierre Blandan              | Lyon                | 1819              | Boufarik en Algérie                                | 1842          | Sergent au 26e régiment d'infanterie |              | Statue situé place Sathonay à Lyon                                        |
| Édouard Charlet                  | Lyon                | 1873              | Champ de bataille de Champagne                     | 1915          | Commandant 5e bataillon du 3e régiment de zouaves |              |                                                                           |
| René Chambe                      | Lyon                | 1889              | Baudinard-sur-Verdon                               | 1983          | Écrivain, pionnier de l'aviation de chasse et général de brigade aérienne |              | Plaque apposée sur la façade du N°12 rue Jarente (Lyon 2e)                |
| Robert Waddington                | Lyon                | 1893              | Saint-Baudelle                                     | 1986          | As de l'aviation de la Première Guerre mondiale. |              | Robert Waddington en 1919                                                 |
| Jean Moulin                      | Béziers             | 1899              | dans le train Paris-Berlin, aux environs de Metz , | 1943          | Résistant, chargé (1942-1943) de l'unification des mouvements de Résistance en France et de la création du Conseil national de la Résistance, il est arrêté à Caluire en 1943 et torturé à Lyon. |              | Portrait de Jean Moulin en 1937                                           |
| André Girard                     | Cahors              | 1909              | Lyon                                               | 1993          | Membre du réseau Alliance dans le Centre, puis directeur administratif de la manufacture des tabacs                                                                                              |              | Carte d'agent de renseignement d'André Girard - septembre 1944            |
| René Leynaud                     | Lyon                | 1910              | Villeneuve-sur-Ain                                 | 1944          | poète, journaliste, résistant au mouvement Combat et fusillé |              |                                                                           |
| Lucie Aubrac                     | Mâcon               | 1912              | Issy-les-Moulineaux                                | 2007          | Résistante |              |                                                                           |
| Jean Stetten-Bernard             | Paris               | 1913              | Paris                                              | 2008          | Résistant basé à Lyon puis à Vourles |              | Portrait de Jean Stetten-Bernard. Photographie du studio Harcourt (Paris) |
| Raymond Aubrac                   | Vesoul              | 1914              | Paris                                              | 2012          | Résistant |              | Au meeting de Bertrand Delanoë en février 2008 au Zénith de Paris         |
| Juan López Carvajal              | Bédar en Andalousie | 1914              | Lyon                                               | 2011          | Combattant de la guerre d'Espagne, exilé à Lyon durant la dictature franquiste. |              |                                                                           |
| Clémence-Annick Burgard          | Lyon                | 1923              | Notre-Dame-de-Courson                              | 2019          | Résistante, détenue à la prison Montluc. |              |                                                                           |
| André Genet                      | Lyon                | 1914              | Châtenois                                          | 1945          | Compagnon de la Libération |              | Portrait d'André Genet                                                    |
| Henri Viltard                    | Carnoules           | 1923              | Lyon                                               | 1947          | Compagnon de la Libération. |              |                                                                           |

### Religieux
Porte d'entrée des religions venues de l'Orient pendant la période romaine, Lugdunum, la ville de Lyon pendant l'antiquité, voit le massacre des martyrs chrétiens sous l'empereur Marc Aurèle : ces martyrs canonisés, sont, entre autres, sainte Blandine et saint Pothin.
La ville est ensuite dirigée pendant plus de mille ans par les évêques et les chanoines comtes. Accueillant de très nombreux ordres, la ville est une des berceaux de l'œcuménisme, mouvement initié par l'abbé Paul Couturier dès 1933.
Au chapitre des célébrités locales, il faut citer Pauline Jaricot, fondatrice de l'Œuvre pontificale de la propagation de la foi, le cardinal Gerlier, qui combattit l'occupation allemande et plus près de nous, Robert Giscard, l'un des sept fondateurs de la Communauté de Taizé, l'abbé Pierre, fondateur du Mouvement Emmaüs, disparu en 2007, ainsi que le cardinal Decourtray, académicien et précurseur de la démarche de repentance de l'Église catholique envers les Juifs.
| Nom                              | Lieu de naissance | Date de naissance | Lieu de décès                | Date de décès  | Statut, fonction                                                                                | Illustration | Légende                                                                     |
| -------------------------------- | ----------------- | ----------------- | ---------------------------- | -------------- | ----------------------------------------------------------------------------------------------- | ------------ | --------------------------------------------------------------------------- |
| Saint Agobard                    | En Espagne        | 779               | Saintes                      | 840            | Évêque de Lyon (814-840)                                                                        |              | Agobard de Lyon sauvant des accusés lors de l'épisode des « navires »       |
| Sidoine Apollinaire              | Lyon              | 430               | Clermont-Ferrand             | 486            | Chroniqueur, évêque de Clermont                                                                 |              |                                                                             |
| Claude de Bellièvre              | ?                 | ?                 | Lyon                         | 1612           | Archevêque de Lyon                                                                              |              |                                                                             |
| Sainte Blandine                  | en Asie mineure ? | ?                 | Lyon                         | 177            | Martyre chrétienne                                                                              |              | Fresque de la chapelle orthodoxe de la Dormition de la Mère de Dieu (Drôme) |
| Maurice de Bonald                | Millau            | 1787              | Lyon                         | 1870           | Cardinal, archevêque de Lyon                                                                    |              |                                                                             |
| Saint Bonaventure                | Toscane en Italie | 1221              | Lyon                         | 1274           | Légat du pape au deuxième concile de Lyon (1274). Surnommé le « Docteur séraphique »            |              | Bonaventura peint par Francisco de Zurbarán                                 |
| Antoine Chevrier                 | Lyon              | 1826              | Lyon                         | 1879           | Prêtre fondateur de l'Institut du Prado.                                                        |              |                                                                             |
| Denis Coiffet                    | Lyon              | 22 janvier 1952   | Versailles                   | 3 juillet 2015 | Cofondateur de la Fraternité sacerdotale Saint-Pierre                                           |              |                                                                             |
| Claude Dodieu                    | Lyon ?            | ?                 | Paris                        | 1558           | Évêque de Rennes et diplomate                                                                   |              |                                                                             |
| Ennemond (saint Chamond)         | Lyon              | ?                 | Lyon                         | 658            | Évêque de Lyon et martyr                                                                        |              |                                                                             |
| Eucher de Lyon                   | ?                 | ?                 | ?                            | Vers 450       | Évêque de Lyon de 435 à 450                                                                     |              | Statue à l'entrée du village de Beaumont-de-Pertuis                         |
| David Feuerwerker                | Genève en Suisse  | 1912              | Montréal au Canada           | 1980           | Grand-rabbin de Lyon entre 1944 et 1946                                                         |              |                                                                             |
| Maurice Gardès                   | Lyon              | 1945              | --                           | --             | Archevêque d'Auch                                                                               |              |                                                                             |
| Saint Genès                      | ?                 | ?                 | Lyon                         | 678            | évêque de Lyon                                                                                  |              |                                                                             |
| Henri Grouès (dit l'abbé Pierre) | Lyon              | 1912              | Paris                        | 2007           | Moine Capucin et fondateur d'Emmaüs                                                             |              | Photographie du Studio Harcourt, Paris                                      |
| Saint Irénée                     | Smyrne en Turquie | Vers 130          | Lyon                         | 202            | Deuxième évêque de Lyon (177-202), Père de l'Église                                             |              |                                                                             |
| Saint Just                       | Tournon           | IVe siècle        | en Égypte                    | 390            | Archevêque de Lyon (374-381), puis ermite                                                       |              |                                                                             |
| Pauline Marie Jaricot            | Lyon              | 1799              | Lyon                         | 1862           | Fondatrice de l'Œuvre pontificale de la propagation de la foi. Inhumée en l'église Saint-Nizier |              |                                                                             |
| Mathias Loras                    | Lyon              | 1792              | Dubuque aux États-Unis       | 1858           | Évêque missionnaire aux États-Unis                                                              |              |                                                                             |
| Ambroise Monnot                  | Lyon              | 1831              | Lyon                         | 1898           | jésuite ; missionnaire au Moyen-Orient                                                          |              |                                                                             |
| Adolphe Perraud                  | Lyon              | 1828              | Autun                        | 1906           | Cardinal et historien, membre de l'Académie française                                           |              |                                                                             |
| Saint Pothin                     | en Asie mineure ? | Vers 87           | Lyon                         | 177            | Premier évêque de Lyon, martyr chrétien                                                         |              | Vitrail par Lucien Bégule dans l'église Saint-Pothin de Lyon                |
| Louis Querbes                    | Lyon              | 1793              | Vourles                      | 1859           | Prêtre fondateur de la congrégation des Clercs de Saint-Viateur                                 |              |                                                                             |
| Camille Rambaud                  | Lyon              | 1822              | Lyon                         | 1902           | Prêtre fondateur de la « Cité Rambaud », établissement pour les vieillards démunis              |              |                                                                             |
| Saint Rémi                       | Lyon              | 852               | Lyon                         | 875            | Évêque de Lyon. Il ne doit pas être confondu avec l'évêque de Reims (437-533)                   |              |                                                                             |
| Claudine Thévenet                | Lyon              | 1773              | Lyon                         | 1837           | Religieuse, fondatrice de la Congrégation des Sacrés-Cœurs de Jésus et de Marie                 |              |                                                                             |
| Pierre Valdo                     | Lyon              | Vers 1140         | Bohême en République tchèque | Vers 1206      | Fondateur de la secte des Vaudois, dite aussi des « pauvres de Lyon ». Excommunié et banni.     |              | Statue de Pierre Valdo sur le mémorial Luther de Worms                      |

## Société civile et autres
| Nom                       | Lieu de naissance    | Date de naissance | Lieu de décès            | Date de décès | Statut, fonction | Illustration | Légende                 |
| ------------------------- | -------------------- | ----------------- | ------------------------ | ------------- | --- | ------------ | ----------------------- |
| Jeanne Barret             | La Comelle           | 1740              | Saint-Antoine-de-Breuilh | 1807          | aventurière, première femme française à avoir fait le tour du monde, ce qui lui a valu le titre de « première ambassadrice des Françaises sur toutes les mers du Globe » |              |                         |
| Jean-Gabriel Eynard       | Lyon                 | 1775              | Genève en Suisse         | 1863          | Coordinateur des comités philhelléniques en Europe |              |                         |
| Laurent Clerc             | La Balme-les-Grottes | 1785              | Hartford, États-Unis     | 1869          | Cofondateur de la première école pour sourds en Amérique du Nord |              |                         |
| Madame Girard             | Mâcon                | 1799              | --                       | --            | Limonadière, surnommée la Reine des tilleuls en raison du comptoir qu’elle tenait à Lyon sur la Place Bellecour                                                          |              |                         |
| Allan Kardec              | Lyon                 | 1804              | Paris                    | 1869          | Spiritualiste, codificateur du spiritisme |              |                         |
| Julie-Victoire Daubié     | Bains-les-Bains      | 1824              | Fontenoy-le-Château      | 1874          | Journaliste, première femme française à être reçue au baccalauréat (Lyon en 1861)                                                                                        |              |                         |
| René Garraud              | Sainte-Bazeille      | 1849              | Lyon                     | 1930          | Juriste, avocat, professeur de droit |              |                         |
| Marie-Louise Rochebillard | Changy               | 1860              | Lyon                     | 1936          | Syndicaliste |              |                         |
| Edmond Locard             | Saint-Chamond        | 1877              | Lyon                     | 1966          | Criminologiste |              |                         |
| Gabriel Bahadourian       | Aksaray (Turquie)    | 1907              | Lyon                     | 1991          | chef d'entreprise ; commerçant |              |                         |
| Michel Rousselot          | Lyon                 | 1943              | --                       | --            | Syndicaliste |              |                         |
| Isabelle Huault           | Lyon                 | 1967              | --                       | --            | Universitaire française, professeure en sciences de gestion et spécialisée dans la théorie des organisations. Présidente du directoire de l'Emlyon Business School.      |              | Isabelle Huault en 2019 |

## Arts décoratifs et figuratifs

### Architecture - Urbanisme
| Nom                             | Lieu de naissance   | Date de naissance  | Lieu de décès           | Date de décès | Statut, fonction | Illustration | Légende                                                        |
| ------------------------------- | ------------------- | ------------------ | ----------------------- | ------------- | --- | ------------ | -------------------------------------------------------------- |
| Gaspard André                   | Lyon                | 1840               | Cannes                  | 1896          | Architecte auteur du théâtre des Célestins et de la fontaine des Jacobins |              |                                                                |
| Gustave Bonnet                  | Marseille           | 1810               | Marseille               | 1875          | Directeur de la voirie à Lyon en 1845, dirige l'urbanisme de la ville pendant 16 ans, réalise une cartographie de la ville et participe au mouvement de rénovation initié par Claude-Marius Vaïsse |              |                                                                |
| Pierre Bossan                   | Lyon                | 1814               | La Ciotat               | 1888          | Architecte |              | Plaque commémorative dans la basilique Notre-Dame de Fourvière |
| Ferdinand-Sigismond Delamonce   | Munich en Allemagne | 1678               | Lyon                    | 1753          | Architecte |              |                                                                |
| Charles Delfante                | Lyon                | 1926               | ?                       | 2012          | Urbaniste municipal |              |                                                                |
| Philibert Delorme               | Lyon                | Vers 1510          | Paris                   | 1570          | Architecte Renaissance |              | Portrait d'après son Traité d'architecture                     |
| Joanny Farfouillon              | Lyon                | 1823               | Saint-Genis-Laval       | 1876          | Architecte |              |                                                                |
| René Gagès                      | Lyon                | 1921               | Lyon                    | 2008          | Architecte et urbaniste |              |                                                                |
| Tony Garnier                    | Lyon                | 1869               | Roquefort-la-Bédoule    | 1948          | Architecte, auteur de nombreux édifices lyonnais. Porteur d'une vision originale et utopiste de l'architecture                                                                                     |              |                                                                |
| Hector Guimard                  | Lyon                | 1867               | New York aux États-Unis | 1942          | Représentant majeur de l'Art nouveau en France |              | Adeline et Hector Guimard                                      |
| Françoise-Hélène Jourda         | Lyon                | 1955               | --                      | --            | Architecte |              |                                                                |
| Simon Maupin                    | Longueau            | début XVIIe siècle | Lyon                    | 1668          | Architecte, a dressé les plans de l'hôtel de ville. Nommé Inspecteur des Digues. |              |                                                                |
| Jean-Antoine Morand de Jouffrey | Briançon            | 1727               | Lyon                    | 1794          | Architecte, peintre et urbaniste |              |                                                                |
| Antoine-Michel Perrache         | Lyon                | 1726               | Lyon                    | 1779          | Sculpteur et ingénieur, urbaniste |              | Portrait par Anne-Marie Perrache                               |
| Jean-Baptiste Rondelet          | Lyon                | 1743               | Paris                   | 1829          | Architecte et théoricien de l'architecture française, élève de Soufflot |              | Portrait de Jean-Baptiste Rondelet                             |
| Louis Jean Sainte-Marie Perrin  | Lyon                | 1835               | Lyon                    | 1917          | Architecte |              | Plaque commémorative dans la basilique Notre-Dame de Fourvière |
| Claude-Marius Vaïsse            | Marseille           | 1799               | Lyon                    | 1864          | Homme politique, préfet du Rhône, surnommé le « Haussmann lyonnais » pour son action déterminante (avec Gustave Bonnet) sur l'urbanisme de la ville.                                               |              |                                                                |

### Sculpture
| Nom                                    | Lieu de naissance    | Date de naissance  | Lieu de décès | Date de décès | Statut, fonction                        | Illustration | Légende                                                   |
| -------------------------------------- | -------------------- | ------------------ | ------------- | ------------- | --------------------------------------- | ------------ | --------------------------------------------------------- |
| Joseph Chinard                         | Lyon                 | 1756               | Lyon          | 1813          | Sculpteur                               |              | Portrait exécuté par François Soiron                      |
| Guillaume Coustou                      | Lyon                 | 1677               | Paris         | 1746          | Sculpteur                               |              | Tableau au château de Versailles par Jean-François Delyen |
| Nicolas Coustou                        | lyon                 | 1658               | Paris         | 1733          | Sculpteur                               |              | Tableau au château de Versailles par Jean Legros          |
| Antoine Coysevox                       | Lyon                 | 1640               | Paris         | 1720          | Sculpteur                               |              | Antoine Coysevox par lui-même                             |
| Joseph-Hugues Fabisch                  | Aix-en-Provence      | 1810               | Lyon          | 1886          | Sculpteur                               |              |                                                           |
| Jean-François Legendre-Héral           | Montpellier          | 1796               | Paris         | 1851          | Sculpteur, membre de l'Académie de Lyon |              |                                                           |
| François-Frédéric Lemot                | Lyon                 | 1772               | Paris         | 1827          | Sculpteur                               |              | François Lemot (croquis de JNM Fremy)                     |
| François Martin dit Martin de Grenoble | Grenoble             | 1761               | Lyon          | 1804          | Sculpteur                               |              |                                                           |
| Antoine Mouton dit Moutony             | Lyon                 | 1765               | Argenteuil    | 1835          | Sculpteur                               |              |                                                           |
| Jacques Perrin                         | Lyon                 | 1847               | Paris         | 1915          | Sculpteur                               |              |                                                           |
| Louis Roubillac                        | Lyon                 | Entre 1695 et 1705 | Londres       | 1762          | Sculpteur                               |              | Portrait par Adrien Carpentiers, 1762                     |
| Georges Salendre                       | Hautecourt-Romanèche | 1890               | Lyon          | 1985          | Sculpteur                               |              |                                                           |

### Dessin, gravure et peinture
| Nom                           | Lieu de naissance         | Date de naissance | Lieu de décès       | Date de décès | Statut, fonction                                              | Illustration | Légende                                                             |
| ----------------------------- | ------------------------- | ----------------- | ------------------- | ------------- | ------------------------------------------------------------- | ------------ | ------------------------------------------------------------------- |
| Adolphe Appian                | Lyon                      | 1818              | Lyon                | 1898          | Peintre                                                       |              |                                                                     |
| Claude Audran                 | Lyon                      | 1657              | Paris               | 1734          | Peintre                                                       |              |                                                                     |
| Gérard Audran                 | Lyon                      | 1640              | Paris               | 1703          | graveur                                                       |              |                                                                     |
| Jacques Barraband             | Aubusson                  | 1768              | Lyon                | 1809          | Peintre animalier, illustrateur                               |              |                                                                     |
| Marthe Elisabeth Barbaud-Koch | Lyon                      | 1862              | Toulon              | après 1928    | peintre de fleurs                                             |              | Marthe Elisabeth Barbaud-Koch, Fleurs, musée des beaux-arts de Lyon |
| Lucien Bégule                 | Saint-Genis-Laval         | 1848              | Lyon                | 1935          | Peintre verrier et archéologue                                |              | Autoportrait (cliché de 1874)                                       |
| Antoinette Béfort             | Paris                     | 1788              | Lyon                | 1868          | Peintre d'histoire néoclassique                               |              |                                                                     |
| Antoine Berjon                | Lyon                      | 1754              | Lyon                | 1843          | Peintre, graveur et dessinateur                               |              | Autoportrait                                                        |
| Pharamond Blanchard           | Lyon                      | 1805              | Paris               | 1873          | Peintre, dessinateur, lithographe, illustrateur               |              |                                                                     |
| Thomas Blanchet               | Paris                     | 1614              | Lyon                | 1689          | Peintre, fondateur à Lyon d'une école académique de peinture  |              |                                                                     |
| Jean-Adolphe Bocquin          | Lyon                      | 1826              | Paris               | 1880          | Graveur lithographe et dessinateur                            |              |                                                                     |
| Jean-Jacques de Boissieu      | Lyon                      | 1736              | Lyon                | 1810          | Peintre, graveur et dessinateur                               |              |                                                                     |
| Claude Bonnefond              | Lyon                      | 1796              | Lyon                | 1860          | Peintre et lithographe                                        |              | Portrait par Sébastien Melchior Cornu (1804-1870)                   |
| Claudia Bret-Charbonnier      | Lyon                      | 1863              | Lyon                | 1951          | artiste-peintre française                                     |              |                                                                     |
| Jean-Joseph Carriès           | Lyon                      | 1855              | Paris               | 1894          | Sculpteur, potier                                             |              |                                                                     |
| Paul Chenavard                | Lyon                      | 1808              | Paris               | 1895          | Peintre                                                       |              |                                                                     |
| Benoît Chirat                 | Lyon                      | 1795              | Paris               | 1870          | Peintre                                                       |              |                                                                     |
| Pierre Commarmond             | Lyon                      | 1897              | Vert                | 1983          | Peintre et affichiste                                         |              |                                                                     |
| Émilie Dauvergne              | Lyon                      | 1866              | Tassin-la-Demi-Lune | 1943          | Peintre                                                       |              |                                                                     |
| Corneille de Lyon             | La Haye aux Pays-Bas      | 1500-1510 ?       | Lyon                | 1574          | Peintre établi à Lyon vers 1540                               |              |                                                                     |
| Jean Couty                    | Saint-Rambert-l'Île-Barbe | 1907              | Lyon                | 1991          | Peintre (paysages de Lyon notamment)                          |              | Photographie dans son atelier par Myriam Couty                      |
| Joannès Drevet                | Lyon                      | 1854              | Lyon                | 1940          | Graveur et aquarelliste (paysages du Lyonnais et du Dauphiné) |              |                                                                     |
| Étienne Jehandier Desrochers  | Lyon                      | 1668              | Paris               | 1741          | Graveur (portraits)                                           |              |                                                                     |
| Pierre Drevet                 | Loire-sur-Rhône           | 1664              | Paris               | 1738          | Graveur                                                       |              |                                                                     |
| Antoine Duclaux               | Lyon                      | 1783              | Fontanières         | 1868          | Peintre                                                       |              |                                                                     |
| Pierre Duflos le Jeune        | Lyon                      | 1742              | Paris               | 1816          | Graveur                                                       |              | Christophe Colomb faisant saisir le cacique de Guanahani            |
| Fleury Épinat                 | Montbrison                | 1764              | Lyon                | 1830          | Peintre, établi à Lyon                                        |              |                                                                     |
| Hippolyte Flandrin            | Lyon                      | 1809              | Rome                | 1864          | Peintre                                                       |              |                                                                     |
| Paul Jean Flandrin            | Lyon                      | 1811              | Paris               | 1902          | Peintre, frère cadet du précédent                             |              |                                                                     |
| Nicolas Victor Fonville       | Thoissey                  | 1805              | Thoissey            | 1856          | Peintre, père de Horace Antoine Fonville                      |              | Vers 1850                                                           |
| Horace Antoine Fonville       | Lyon                      | 1832              | Montagnat           | 1914          | Peintre, fils de Nicolas Victor Fonville                      |              | Horace et Rose-Marie Fonville à Montagnat en 1910                   |
| Jean-Baptiste Frénet          | Lyon                      | 1814              | Charly              | 1889          | Peintre et photographe                                        |              | Autoportrait (1842) - Musée des beaux-arts, Lyon                    |
| Jean-Charles Frontier         | Paris                     | 1701              | Lyon                | 1763          | Peintre                                                       |              |                                                                     |
| Jean-Marie Fugère             | Lyon                      | 1818              | Lyon                | 1882          | Dessinateur, graveur et lithographe                           |              |                                                                     |
| Joseph Guichard               | Lyon                      | 1806              | Lyon                | 1880          | Peintre                                                       |              |                                                                     |
| Philippe-Auguste Hennequin    | Lyon                      | 1762              | Leuze-en-Hainaut    | 1833          | Peintre et dessinateur                                        |              |                                                                     |
| Jean-Marie Jacomin            | Lyon                      | 1789              | Lyon                | 1858          | Peintre                                                       |              |                                                                     |
| Louis Janmot                  | Lyon                      | 1814              | Lyon                | 1892          | Peintre                                                       |              | Autoportrait de 1832                                                |
| Claudius Lavergne             | Lyon                      | 1815              | Paris               | 1887          | Peintre-verrier                                               |              |                                                                     |
| Marie-Anne Leroudier          | Belfort                   | 1828              | Lyon                | 1908          | Brodeuse                                                      |              |                                                                     |
| Jean-Louis-Ernest Meissonier  | Lyon                      | 1815              | Paris               | 1891          | Peintre                                                       |              |                                                                     |
| Victor Orsel                  | Oullins                   | 1795              | Paris               | 1850          | Peintre                                                       |              |                                                                     |
| Hippolyte Paquier-Sarrasin    | Lyon                      | 1882              |                     | 1961          | Maître verrier                                                |              |                                                                     |
| Charles Philipon              | Lyon                      | 1800              | Paris               | 1862          | Dessinateur, lithographe, journaliste                         |              |                                                                     |
| Pierre Puvis de Chavannes     | Lyon                      | 1824              | Paris               | 1898          | Peintre                                                       |              | Photographie d'après un négatif d'Étienne Carjat vers 1880          |
| François-Auguste Ravier       | Lyon                      | 1814              | Paris               | 1842          | Peintre                                                       |              | Portrait de Ravier par Louis Janmot                                 |
| Pierre Révoil                 | Lyon                      | 1776              | Morestel            | 1895          | Peintre paysagiste                                            |              | Portrait de Revoil par JM Grobon                                    |
| Bernard Reyboz                | Lyon                      | 1951              | Antibes             | 2012          | Peintre, dessinateur, illustrateur                            |              |                                                                     |
| Fleury François Richard       | Lyon                      | 1777              | Écully              | 1852          | Peintre                                                       |              | Portrait de Richard par Jean-Marie Jacomin                          |
| Marcelle Rivier               | Lyon                      | 1906              | Mirmande            | 1986          | Peintre                                                       |              |                                                                     |
| Marius Roy                    | Lyon                      | 1833              | ??                  | 1921          | Peintre de sujets militaires, Peintre de la Marine.           |              | Photographie vers 1882 par Anatole Louis Godet.                     |
| Jean Seignemartin             | Lyon                      | 1848              | Alger               | 1875          | Peintre                                                       |              |                                                                     |
| Daniel Sarrabat               | Charenton-le-Pont         | 1666              | Lyon                | 1748          | Peintre                                                       |              |                                                                     |
| Nicolas Sicard                | Lyon                      | 1846              | Lyon                | 1920          | Peintre                                                       |              |                                                                     |
| Jacques Stella                | Lyon                      | 1596              | Paris               | 1657          | Peintre                                                       |              | Autoportrait (Musée des Beaux-arts de Lyon)                         |
| Adriaen van der Kabel         | Rijswijk (Pays-Bas)       | vers 1610         | Lyon                | 1705          | Peintre, graveur et dessinateur                               |              |                                                                     |
| Victor Tardieu                | Orliénas                  | 1870              | Hanoï               | 1937          | Peintre                                                       |              |                                                                     |
| Tony Tollet                   | Lyon                      | 1857              | Lyon                | 1953          | Peintre                                                       |              |                                                                     |
| Louis Touchagues              | Saint-Cyr-au-Mont-d'Or    | 1893              | Paris               | 1974          | peintre, illustrateur et décorateur                           |              |                                                                     |
| Eugène Villon                 | La Haye aux Pays-Bas      | 1879              | Caluire             | 1951          | Peintre, fondateur de la Société des aquarellistes lyonnais   |              |                                                                     |
| Joseph Vivien                 | Lyon                      | 1657              | Bonn                | 1734          | Peintre pastelliste                                           |              |                                                                     |

### Mode
| Nom               | Lieu de naissance | Date de naissance | Lieu de décès | Date de décès | Statut, fonction | Illustration | Légende |
| ----------------- | ----------------- | ----------------- | ------------- | ------------- | ---------------- | ------------ | ------- |
| Christiane Bailly | Lyon              | 1932              | Paris         | 2000          | Styliste         |              |         |

## Arts vivants

### Danse
| Nom                        | Lieu de naissance | Date de naissance | Lieu de décès | Date de décès | Statut, fonction                       | Illustration | Légende |
| -------------------------- | ----------------- | ----------------- | ------------- | ------------- | -------------------------------------- | ------------ | ------- |
| Claude-François Ménestrier | Lyon              | 1631              | Paris         | 1705          | Théoricien de la danse au XVIIe siècle |              |         |
| Brahim Zaibat              | Lyon              | 1986              |               |               | Danseur                                |              |         |

### Musique classique
| Nom                                | Lieu de naissance | Date de naissance | Lieu de décès              | Date de décès | Statut, fonction | Illustration | Légende                                      |
| ---------------------------------- | ----------------- | ----------------- | -------------------------- | ------------- | --- | ------------ | -------------------------------------------- |
| Pierre-Laurent Aimard              | Lyon              | 1957              | --                         | --            | Pianiste |              |                                              |
| Serge Baudo                        | Marseille         | 1927              | --                         | --            | Chef d'orchestre, directeur de l'Orchestre national de Lyon pendant 19 ans, créateur du Festival Berlioz en 1979                                            |              |                                              |
| Auguste Bertini                    | Lyon              | 1780              | Londres                    | 1856          | Pianiste et compositeur |              |                                              |
| Michèle Boegner                    | Lyon              | 1941              | --                         | --            | Pianiste |              |                                              |
| Paul Camerlo                       | Genève            | 1899              | Paris                      | 1980          | Directeur et promoteur de l'Opéra de Lyon pendant 20 ans |              |                                              |
| Édouard Commette                   | Lyon              | 1883              | Lyon                       | 1967          | Organiste et compositeur |              |                                              |
| Stéphane Degout                    | Bourg-en-Bresse   | 1975              | --                         | --            | Chanteur, baryton |              |                                              |
| Jean-François Delmas               | Lyon              | 1861              | Saint-Alban-de-Montbel     | 1933          | Basse d'opéra |              |                                              |
| Natalie Dessay                     | Lyon              | 1965              | --                         | --            | Cantatrice |              |                                              |
| Denis Dufour                       | Lyon              | 1953              | --                         | --            | Compositeur de musique instrumentale, électroacoustique et acousmatique                                                                                     |              | Photographié à Crest par Silver Berg en 1998 |
| Pierre-Octave Ferroud              | Chasselay (Rhône) | 1900              | Debrecen en Hongrie        | 1936          | Compositeur et critique musical |              |                                              |
| Philippe Fournier                  | Région lyonnaise  | 1961              | --                         | --            | Chef d'orchestre et fondateur de l'Orchestre de chambre lyonnais                                                                                            |              |                                              |
| Édouard Ganche                     | Baulon            | 1880              | Lyon                       | 1945          | Musicologue, biographe et musicographe de Chopin |              | Édouard Ganche en 1921                       |
| Antoine-César Gautier de Montdorge | Lyon              | 1707              | Paris                      | 1768          | Librettiste d'opéra |              |                                              |
| Walter Gieseking                   | Lyon              | 1865              | Londres au Royaume-Uni     | 1956          | Compositeur et pianiste franco-allemand |              |                                              |
| Alain Jacquon                      | Lyon              | 1959              | --                         | --            | Pianiste, chef d'orchestre, directeur du Conservatoire à rayonnement régional de Lyon, directeur de l'Académie Internationale d'été de musique de Fourvière |              |                                              |
| Maurice Jarre                      | Lyon              | 1924              | Los Angeles aux États-Unis | 2009          | Compositeur |              |                                              |
| Jean-Marie Leclair                 | Lyon              | 1697              | Paris                      | 1764          | Compositeur baroque |              |                                              |
| Jean-Baptiste Lemire               | Colmar            | 1867              | La Flèche                  | 1945          | Compositeur et chef d'orchestre à Lyon |              |                                              |
| Louis Marchand                     | Lyon              | 1669              | Paris                      | 1732          | Compositeur, claveciniste et organiste |              |                                              |
| Jean Martinon                      | Lyon              | 1910              | Paris                      | 1976          | Chef d'orchestre et compositeur |              |                                              |
| Ann-Estelle Médouze                | Lyon              | 1979              | --                         | --            | Violoniste |              |                                              |
| Valentin Neuville                  | Rexpoëde          | 1863              | Lyon                       | 1941          | Organiste, titulaire et professeur d'orgue au Conservatoire de Lyon pendant 50 ans                                                                          |              |                                              |
| Francis Popy                       | Lyon              | 1874              | Belleville-sur-Saône       | 1928          | Compositeur de la Belle Époque |              |                                              |
| Amédée Reuchsel                    | Lyon              | 1875              | Montereau                  | 1931          | Organiste et compositeur, fils de Léon Reuchsel |              |                                              |
| Ernest Reuchsel                    | Vesoul            | 1838              | Lyon                       | 1914          | Organiste (titulaire à l'église Saint-Denis-de-la-Croix-Rousse puis à Notre-Dame-Saint-Vincent) et professeur de musique, fils de Johann Reuchsel           |              |                                              |
| Félix Reuchsel                     | Lyon              | 1872              | Lyon                       | 1935          | Violoniste, organiste (en poste à l'église Saint-Denis-de-la-Croix-Rousse et à Saint-Polycarpe) et professeur de musique                                    |              |                                              |
| Johann Reuchsel                    | Bettenhausen      | 1791              | Lyon                       | 1871          | Organiste (en poste à l'Institution des Chartreux et à l'église Saint-Georges) et compositeur, père d'Ernest et de Léon Reuchsel                            |              |                                              |
| Léon Reuchsel                      | Vesoul            | 1840              | Lyon                       | 1915          | Organiste (titulaire à l’église Saint-Bonaventure) et compositeur, fils de Johann Reuchsel, père d'Amédée et de Léon Reuchsel                               |              |                                              |
| Maurice Reuchsel                   | Lyon              | 1880              | Lyon                       | 1968          | Violoniste, organiste (titulaire à l’église de la Rédemption) et compositeur, fils de Léon Reuchsel                                                         |              |                                              |
| Joseph Reveyron                    | Lyon              | 1917              | Miribel                    | 2005          | Organiste et compositeur |              |                                              |
| Adrien Rougier                     | Vernaison         | 1892              | Lyon                       | 1984          | Organiste et compositeur |              |                                              |
| Ninon Vallin                       | Montalieu         | 1886              | Lyon                       | 1961          | cantatrice soprano lyrique |              |                                              |
| Charles-Marie Widor                | Lyon              | 1844              | Paris                      | 1937          | Compositeur et organiste |              |                                              |
| Georges Martin Witkowski           | Mostaganem        | 1867              | Lyon                       | 1943          | Compositeur et chef d'orchestre |              |                                              |

### Musique actuelle
| Nom                   | Lieu de naissance      | Date de naissance | Lieu de décès                         | Date de décès | Statut, fonction                                                                                                | Illustration                                                                                          | Légende |
| --------------------- | ---------------------- | ----------------- | ------------------------------------- | ------------- | --- | --- | ------- |
| l'Affaire Louis' Trio | Lyon                   | Création en 1982  | --                                    | --            | Groupe de musiciens lyonnais                                                                                    | |         |
| Benjamin Biolay       | Villefranche-sur-Saône | 1973              | --                                    | --            | Chanteur | |         |
| Michel Colombier      | Lyon                   | 1939              | Santa Monica aux États-Unis           | 2004          | Compositeur, arrangeur                                                                                          | |         |
| Étienne de Crécy      | Lyon                   | 1969              | --                                    | --            | producteur de musique électronique et de Trip hop                                                               | Étienne de Crécy                                                                                      |         |
| Liane Foly            | Lyon                   | 1962              | --                                    | --            | Chanteuse | |         |
| Gesaffelstein         | Lyon                   | 1985              | --                                    | --            | Musicien et compositeur de musique électronique                                                                 | |         |
| High Tone             | Lyon                   | Création en 1997  | --                                    | --            | Groupe de dub                                                                                                   | High Tone Mixing "Dry" : Aku-fen, Dom, Greg & Lenfant                                                 |         |
| Jean Michel Jarre     | Lyon                   | 1948              | --                                    | --            | Compositeur, musicien                                                                                           | En 2016                                                                                               |         |
| Kaly Live Dub         | Lyon                   | Création en 1995  | --                                    | --            | Groupe de dub                                                                                                   | |         |
| Kells                 | Lyon                   | 2001              | --                                    | --            | Groupe de metal symphonique                                                                                     | |         |
| Kent                  | Lyon                   | 1957              | --                                    | --            | Auteur, compositeur. Leader du groupe Starshooter en 1980-1985                                                  | |         |
| André Manoukian       | Lyon                   | 1957              | --                                    | --            | Auteur-compositeur, arrangeur, pianiste de jazz et de variété                                                   | À Vienne en 2007                                                                                      |         |
| Jean-Baptiste Maunier | Brignoles              | 1990              | --                                    | --            | Ex - Choriste, membre des Petits chanteurs de Saint-Marc. Chanteur, acteur, comédien. Fait partie des Enfoirés. | |         |
| Le Peuple de l'Herbe  | Lyon                   | Création en 1997  | --                                    | --            | Groupe de dub                                                                                                   | |         |
| Pomme                 | Décines-Charpieu       | 1996              | --                                    | --            | Chanteuse | |         |
| Philippe Prohom       | Lyon                   | --                | --                                    | --            | Chanteur, leader du groupe éponyme                                                                              | |         |
| Catherine Ribeiro     | Lyon                   | 1941              | --                                    | --            | Chanteuse | |         |
| Jason Kouchak         | Lyon                   | 1967              | --                                    | --            | Compositeur, musicien                                                                                           | |         |
| Louis Sclavis         | Lyon                   | 1953              | Clarinettiste et saxophoniste de jazz | --            | -- | À Villeurbanne, le 24 mars 2001 lors d'un concert de soutien à sept sans-papiers grévistes de la faim |         |
| Anne Sylvestre        | Lyon                   | 1934              | --                                    | 2020          | Chanteuse | |         |
| Rachid Taha           | Sig en Algérie         | 1958              | Les Lilas                             | 2018          | Chanteur du groupe Carte de séjour                                                                              | |         |
| Woodkid               | Tassin-la-Demi-Lune    | 1983              | --                                    | --            | Réalisateur, musicien et graphiste français                                                                     | |         |

### Théâtre et autres spectacles
| Nom                       | Lieu de naissance | Date de naissance | Lieu de décès | Date de décès | Statut, fonction                                                       | Illustration                                 | Légende                                      |
| ------------------------- | ----------------- | ----------------- | ------------- | ------------- | ---------------------------------------------------------------------- | -------------------------------------------- | -------------------------------------------- |
| Sophie Edelstein          | Lyon              | 1971              | --            | --            | directeur artistique de cirque                                         |                                              |                                              |
| Philippe Faure            | Lyon              | 1952              | Lyon          | 2010          | Homme de théâtre                                                       |                                              |                                              |
| Florence Foresti          | Vénissieux        | 1973              | --            | --            | Humoriste                                                              |                                              |                                              |
| Denis Maréchal            | Lyon              | 1969              | --            | --            | Humoriste et comédien                                                  |                                              |                                              |
| Hubert Gignoux            | Lyon              | 1915              | Paris         | 2008          | acteur et metteur en scène ; pionnier de la décentralisation théâtrale |                                              |                                              |
| Mimie Mathy               | Lyon              | 1957              | --            | --            | Humoriste                                                              |                                              | Festival de Cannes vers 1990                 |
| Mick Micheyl              | Lyon              | 1922              | --            | --            | artiste de variétés                                                    |                                              |                                              |
| Laurent Mourguet          | Lyon              | 1769              | Vienne        | 1844          | Créateur du spectacle de Guignol                                       |                                              | --                                           |
| Sellig                    | Lyon              | 1969              | --            | --            | Humoriste, acteur, écrivain et chroniqueur                             |                                              | Lors d'une séance photo en octobre 2012      |
| Marguerite Lacressonnière | Lyon              | 1815              | Paris         | 1859          | Actrice                                                                | Marguerite Lacressonnière par Édouard Diolot | Marguerite Lacressonnière par Édouard Diolot |
| Jean-François Zurawik     | Mulhouse          | 1953              | Lyon          | 2020          | Réalisateur                                                            |                                              |                                              |

## Lettres

### Archéologie - Histoire
| Nom                                 | Lieu de naissance     | Date de naissance | Lieu de décès           | Date de décès | Statut, fonction | Illustration | Légende |
| ----------------------------------- | --------------------- | ----------------- | ----------------------- | ------------- | --- | ------------ | ------- |
| Amable Audin                        | Lyon                  | 1899              | Lyon                    | 1990          | Archéologue |              |         |
| Marc Bloch                          | Lyon                  | 1886              | Saint-Didier-de-Formans | 1944          | Historien et Résistant |              |         |
| Alphonse Ier d'Elbène               | Lyon                  | 1538              | (comté de Toulouse)     | 1608          | Historien |              |         |
| Philippe Fabia                      | Boucoiran-et-Nozières | 1860              | Lyon                    | 1938          | Archéologue |              |         |
| Pierre-Édouard Lémontey             | Lyon                  | 1762              | Paris                   | 1826          | Homme politique, littérateur et historien |              |         |
| Claude-François Ménestrier          | Lyon                  | 1631              | Paris                   | 1705          | Historien et héraldiste |              |         |
| Léonard Michon                      | Lyon                  | 1675              |                         | 1746          | Échevin de Lyon et diariste : dans son journal de Lyon il relata pendant près de trente ans les mœurs de ses contemporains et les événements marquants de la ville |              |         |
| Camille Germain de Montauzan        | Saint-Étienne         | 1862              | Lyon                    | 1942          | Ingénieur des mines et Archéologue |              |         |
| Francisque Michel                   | Lyon                  | 1809              | Paris                   | 1887          | Philologue et médiéviste |              |         |
| Antoine Péricaud                    | Lyon                  | 1782              | Lyon                    | 1867          | Historien, archéologue, bibliothécaire et bibliophile |              |         |
| Jacob Spon                          | Lyon                  | 1647              | Vevey en Suisse         | 1685          | Archéologue et médecin |              |         |
| Pierre Wuilleumier[réf. nécessaire] | Paris                 | 1904              | Colombes                | 1979          | Universitaire et archéologue |              |         |
| Catherine Saliou                    | Lyon                  | 1964              |                         |               | Archéologie et historienne |              |         |
| Karim Chaïbi                        | Lyon                  | 1972              |                         |               | Historien et Cartographe |              |         |

### Imprimerieet Imprimeurs
| Nom                    | Lieu de naissance       | Date de naissance | Lieu de décès | Date de décès | Statut, fonction                                                                               | Illustration | Légende                |
| ---------------------- | ----------------------- | ----------------- | ------------- | ------------- | ---------------------------------------------------------------------------------------------- | ------------ | ---------------------- |
| Marius Audin           | Beaujeu                 | 1872              | Lyon          | 1951          | imprimeur ; éditeur                                                                            |              |                        |
| Maurice Audin          | Lyon                    | 1895              | Lyon          | 1975          | imprimeur ; éditeur                                                                            |              |                        |
| Etienne Dolet          | Orléans                 | 3 août 1509       | Paris         | 3 août 1546   | écrivain, poète, imprimeur et humaniste                                                        |              | Gravure du XVIe siècle |
| Henri Estienne         | Paris                   | 1528              | Lyon          | 1598          | éditeur imprimeur, et philologue                                                               |              |                        |
| François Fradin        | Poitou                  | vers 1470         | Lyon          | 1537          | imprimeur-libraire du premier tiers du XVIe siècle                                             |              |                        |
| Sébastien Gryphe       | Reutlingen en Allemagne | vers 1492         | Lyon          | 1556          | imprimeur-libraire et humaniste                                                                |              |                        |
| Jean de Tournes (Père) | Lyon                    | 1504              | Lyon          | 1564          | Imprimeur lyonnais du milieu du XVIe siècle                                                    |              |                        |
| Jean de Tournes (fils) | Lyon                    | 1539              | ?             | ?             | Imprimeur lyonnais de la fin du XVIe siècle, fils de Jean de Tournes (Père)                    |              |                        |
| Barthélemy Buyer       | Lyon                    | ~1433             | Lyon          | ~1483         | Négociant, éditeur introducteur de l'imprimerie à Lyon (1473). Inhumé en l'église Saint-Nizier |              |                        |
| Gabriel Charavay       | Lyon                    | 1818              | Paris         | 1879          | Libraire, éditeur homme politique (1848) et auteur d'un Guide de l'étranger à Lyon (1847).     |              |                        |

### Littérature
| Nom                                                        | Lieu de naissance        | Date de naissance  | Lieu de décès                        | Date de décès | Statut, fonction | Illustration | Légende                                                                     |
| ---------------------------------------------------------- | ------------------------ | ------------------ | ------------------------------------ | ------------- | --- | ------------ | --------------------------------------------------------------------------- |
| Jacques Abeille                                            | Lyon                     | 1942               | Libourne                             | 2022          | Écrivain influencé par le surréalisme. |              |                                                                             |
| Pierre Adamoli                                             | Lyon                     | 1707               | Lyon                                 | 1769          | Collectionneur ayant réuni plus de 6 000 volumes. Bibliophile du Siècle des Lumières, il lègue les 3/4 de sa collection à la Bibliothèque municipale de Lyon.                                                                                              |              |                                                                             |
| Louis Aguettant                                            | Lyon                     | 1871               | Lyon                                 | 1931          | Musicologue et littérateur |              |                                                                             |
| Ayerdhal                                                   | Lyon                     | 1959               | Bruxelles                            | 2015          | Écrivain, principalement de science-fiction, et ancien moniteur de ski |              |                                                                             |
| Pierre-Simon Ballanche                                     | Lyon                     | 1776               | Paris                                | 1847          | Littérateur et académicien. Sous la Restauration, il est proche du Mouvement ultraroyaliste |              | Buste par Jean-Marie Bonnassieux au musée des beaux-arts de Lyon            |
| René Belletto                                              | Lyon                     | 1945               | --                                   | --            | Écrivain, dont les livres prennent souvent pour cadre Lyon, et sont teintés de fantastique et de science-fiction |              |                                                                             |
| Henri Béraud                                               | Lyon                     | 1885               | Saint-Clément-des-Baleines           | 1958          | Écrivain et journaliste, collaborateur 1917 du Canard enchaîné, Prix Goncourt 1922. Après le 6 février 1934, il rejoint le journal Gringoire. Pour ses prises de positions antisémites et collaborationnistes il est condamné à mort en 1944, puis gracié. |              |                                                                             |
| Pierre Bertaux                                             | Lyon                     | 1907               | Saint-Cloud                          | 1986          | Germaniste, auteur de plusieurs dictionnaires. Proche de la SFIO, il fut résistant et nommé Commissaire de la République à Toulouse, puis préfet du Rhône de 1947 à 1949.                                                                                  |              |                                                                             |
| Delphine Bertholon                                         | Lyon                     | 1976               | --                                   | --            | |              |                                                                             |
| José de Bérys                                              | Aix-en-Provence          | 1883               | Meudon                               | 1957          | Écrivain |              |                                                                             |
| Charles Borde                                              | Lyon                     | 1711               | Lyon                                 | 1781          | Homme de lettres et esprit cultivé, élu en 1745 à l'Académie des Sciences, Belles-Lettres et Arts de Lyon et connu pour sa controverse avec Jean-Jacques Rousseau sur la place et l'importance des sciences et des arts.                                   |              |                                                                             |
| Claude Brossette                                           | Theizé (Rhône)           | 1671               | Lyon                                 | 1743          | Fondateur de l'Académie de Lyon |              |                                                                             |
| Petrus Borel                                               | Lyon                     | 1809               | Mostaganem en Algérie                | 1859          | Écrivain |              | Gravure d'après Charles-François Lebœuf                                     |
| Louis Calaferte                                            | Turin ( Italie)          | 1928               | Dijon                                | 1994          | Écrivain |              |                                                                             |
| Gabriel Chevallier                                         | Lyon                     | 1895               | Cannes                               | 1969          | Écrivain |              |                                                                             |
| Clairville                                                 | Lyon                     | 1811               | Paris                                | 1879          | Auteur de vaudevilles |              | Caricature de Clairville parue dans Le Trombinosocope de Touchatout en 1874 |
| Eugène Cormon                                              | Lyon                     | 1811               | Paris                                | 1903          | Auteur dramatique |              |                                                                             |
| Alain Damasio                                              | Lyon                     | 1969               | --                                   | --            | Écrivain, principalement d'anticipation politique, science-fiction et fantasy |              | En 2010 au Imaginales à Épinal                                              |
| Frédéric Dard                                              | Bourgoin-Jallieu         | 1921               | Bonnefontaine en Suisse              | 2000          | Écrivain |              | Par Erling Mandelmann en 1992                                               |
| Michel Demuth                                              | Lyon                     | 1939               | Paris                                | 2006          | Écrivain, principalement de science-fiction (Space opera), éditorialiste et traducteur |              |                                                                             |
| Thierry Di Rollo                                           | Lyon                     | 1959               | --                                   | --            | Écrivain, de science-fiction et fantasy |              | En 2011 aux Utopiales                                                       |
| Dominique Douay                                            | Lyon                     | 1944               | --                                   | --            | Écrivain, principalement de science-fiction, conférencier, magistrat |              |                                                                             |
| DOA                                                        | Lyon                     | 1968               | --                                   | --            | Écrivain, de roman noir |              |                                                                             |
| Antoine François Philippe Dubois-Descours de la Maisonfort | Bitry (Nièvre)           | 1763               | Lyon                                 | 1827          | Général et écrivain |              |                                                                             |
| Patrice Duvic                                              | Orsay                    | 1946               | Lyon                                 | 2007          | Écrivain, principalement de science-fiction, fantastique, anthologiste, critique, intervieweur, scénariste, traducteur |              |                                                                             |
| Jérôme Doucet                                              | Lyon                     | 1865               | Paris                                | 1957          | Journaliste, écrivain |              | Par Marcel Baschet                                                          |
| Arthur Dreyfus                                             | Lyon                     | 1986               |                                      |               | Écrivain, scénariste, réalisateur, journaliste |              |                                                                             |
| Claude-Joseph Gignoux                                      | Lyon                     | 1890               | Paris                                | 1966          | Journaliste, économiste et écrivain |              |                                                                             |
| Marcel E. Grancher                                         | Lons-le-Saunier          | 1897               | Nice                                 | 1976          | Journaliste, écrivain ; fondateur des « Éditions Lugdunum » et du journal « Le mois à Lyon » |              |                                                                             |
| Albert Husson                                              | Lyon                     | 1912               | Lyon                                 | 1978          | Auteur dramatique et directeur de théâtre (Célestins) |              |                                                                             |
| Alexis Jenni                                               | Lyon                     | 1963               | --                                   | --            | Écrivain et prix Goncourt en 2011 |              | En 2011 lors d'une signature à Lyon                                         |
| Joseph Jolinon                                             | La Clayette              | 1885               | Briant                               | 1971          | Écrivain et Grand prix du roman de l'Académie française en 1950 |              |                                                                             |
| Pierre-François Lacenaire                                  | Francheville             | 1800               | Paris                                | 1836          | Escroc mythomane et criminel, auteur de mémoires |              |                                                                             |
| Marc Lambron                                               | Lyon                     | 1957               | --                                   | --            | écrivain et critique littéraire |              |                                                                             |
| Victor de Laprade                                          | Montbrison               | 1812               | Lyon                                 | 1883          | poète et homme politique |              |                                                                             |
| André Latreille                                            | Lyon                     | 1901               | Neuville-sur-Saône                   | 1984          | Historien |              |                                                                             |
| Claude Le Marguet                                          | Lyon                     | 1868               | Lyon                                 | 1933          | Romancier |              | Myrelingues la brumeuse ou L'an 1536 à Lion sur le Rosne                    |
| Louis Maynard                                              | Lyon                     | 1871               | Lyon                                 | 1940          | Écrivain et historien |              |                                                                             |
| Francisque Michel                                          | Lyon                     | 1809               | Paris                                | 1887          | Philologue et médiéviste |              |                                                                             |
| Pierre Molaine                                             | Voiron                   | 1906               | Lyon                                 | 2000          | Écrivain, officier de cavalerie et professeur de lettres, prix Renaudot en 1950 |              |                                                                             |
| Régis Neyret                                               | Vienne                   | 1927               | --                                   | --            | Journaliste et littérateur ; chroniqueur à Lyon Capitale ; président de La Renaissance du Vieux-Lyon |              |                                                                             |
| Emmanuelle Pireyre                                         | Lyon                     | 1969               |                                      |               | Écrivain, poète |              |                                                                             |
| Louis-Marie Prudhomme                                      | Lyon                     | 1752               | Paris                                | 1830          | Écrivain |              |                                                                             |
| François Rabelais                                          | Chinon                   | Entre 1483 et 1494 | Paris                                | 1553          | Médecin à l'hôtel-Dieu de Lyon et écrivain (publia à Lyon : Pantagruel et Gargantua) |              |                                                                             |
| Henri Rambaud                                              | Lyon                     | 1899               | Lyon                                 | 1974          | Homme de lettres, journaliste |              |                                                                             |
| Juliette Récamier                                          | Lyon                     | 1777               | Paris                                | 1849          | Femme de lettres |              | Portrait par le baron Gérard en 1802                                        |
| Jean Reverzy                                               | Balan                    | 1914               | Lyon                                 | 1959          | Médecin et écrivain, prix Renaudot en 1954 |              |                                                                             |
| Antoine de Saint-Exupéry                                   | Lyon                     | 1900               | Disparu en vol au large de Marseille | 1944          | Écrivain et aviateur |              | En 1942                                                                     |
| Valentine de Saint-Point                                   | Lyon                     | 1875               | Le Caire en Égypte                   | 1953          | Écrivain, poétesse et dramaturge |              | En 1914                                                                     |
| Éric-Emmanuel Schmitt                                      | Lyon                     | 1960               | --                                   | --            | Écrivain |              | En dédicace à la Comédie de Picardie (Amiens), en octobre 2008              |
| Pierre Scize                                               | Pont-de-Chéruy           | 1894               | Melbourne en Australie               | 1956          | Journaliste |              |                                                                             |
| Bernard Simeone                                            | Lyon                     | 1957               | Lyon                                 | 2001          | Écrivain, poète, critique littéraire et essayiste. |              |                                                                             |
| Clair Tisseur                                              | Lyon                     | 1827               | Nyons                                | 1895          | Architecte et littérateur (auteur du « Littré de la Grand'Côte ») |              |                                                                             |
| Jean Tricou                                                | Lyon                     | 1890               | ?                                    | 1977          | Érudit, numismate et héraldiste |              |                                                                             |
| Alain Turgeon                                              | Lévis ( Québec - Canada) | 1967               | --                                   | --            | auteur de romans, nouvelles, biographies, pièces de théâtre, recueil d’aphorismes |              | En mai 2023, Céron (Saône-et-Loire)                                         |
| Antoine Volodine                                           | Chalon-sur-Saône         | 1949               | --                                   | --            | Écrivain, parfois proche de la science-fiction |              |                                                                             |

### Philosophie
| Nom                           | Lieu de naissance | Date de naissance | Lieu de décès                  | Date de décès | Statut, fonction                                                                                      | Illustration | Légende |
| ----------------------------- | ----------------- | ----------------- | ------------------------------ | ------------- | --- | ------------ | ------- |
| Jean Terrasson                | Lyon              | 1670              | Paris                          | 1750          | Philosophe académicien                                                                                |              |         |
| Joseph-Marie de Gérando       | Lyon              | 1772              | Paris                          | 1842          | Pair de France, philosophe, philanthrope, un des précurseurs de l'anthropologie                       |              |         |
| Francisque Bouillier          | Lyon              | 1813              | Lyon                           | 1899          | Philosophe                                                                                            |              |         |
| Antoine Blanc de Saint-Bonnet | Lyon              | 1815              | Lyon                           | 1880          | Philosophe et sociologue, militant du courant contre-révolutionnaire, anti-libéral, et réactionnaire. |              |         |
| Marius Gonin                  | Lyon              | 1873              | Lyon                           | 1937          | Sociologue, journaliste, militant catholique social. Fondateur de « La Chronique sociale de France »  |              |         |
| Félicien Challaye             | Lyon              | 1875              | Paris                          | 1967          | Philosophe et journaliste.                                                                            |              |         |
| Joseph Folliet                | Lyon              | 1903              | Lyon                           | 1972          | Sociologue, journaliste, militant catholique social. Fondateur de La Vie catholique illustrée         |              |         |
| Savitri Devi                  | Lyon              | 1905              | Sible Hedingham au Royaume-Uni | 1982          | Philosophe, admiratrice de l'Hindouisme et du Nazisme                                                 |              |         |
| Pierre Goldman                | Lyon              | 1944              | Paris                          | 1979          | Intellectuel d'extrême gauche, demi-frère de Jean-Jacques Goldman                                     |              |         |
| Gilles Pollet                 | ?                 | 1960              | --                             | --            | Politologue                                                                                           |              |         |

### Poésie
| Nom                 | Lieu de naissance  | Date de naissance | Lieu de décès              | Date de décès | Statut, fonction                                                                         | Illustration | Légende                                                                    |
| ------------------- | ------------------ | ----------------- | -------------------------- | ------------- | ---------------------------------------------------------------------------------------- | ------------ | -------------------------------------------------------------------------- |
| Petrus Borel        | Lyon               | 1809              | Mostaganem en Algérie      | 1859          | Poète et écrivain                                                                        |              | Gravure d'après Charles-François Lebœuf, dit Nanteuil (1839)               |
| Jenneval            | Lyon               | 1801              | Près de Lierre en Belgique | 1830          | Poète et comédien, auteur des paroles de La Brabançonne, l'hymne national de la Belgique |              |                                                                            |
| Louise Labé         | Lyon               | 1525              | Parcieux-en-Dombes         | 1566          | Poétesse                                                                                 |              | Portrait gravé par Pierre Woeiriot (1555, BNF)                             |
| Joséphin Soulary    | Lyon               | 1815              | Lyon                       | 1891          | Poète                                                                                    |              | Buste de Joséphin Soulary par Charles Textor, musée des beaux-arts de Lyon |
| Victor de Laprade   | Montbrison (Loire) | 1812              | Lyon                       | 1883          | Poète, académicien et député                                                             |              |                                                                            |
| Maurice Scève       | Lyon               | Vers 1501         | ?                          | Vers 1564     | Poète                                                                                    |              |                                                                            |
| Louisa Siefert      | Lyon               | 1845              | Pau                        | 1877          | Poétesse                                                                                 |              |                                                                            |
| Pernette du Guillet | Lyon               | Vers 1518-1520    | ?                          | 1545          | Poétesse                                                                                 |              |                                                                            |
| Clémence de Bourges | Lyon               | 1530              | Lyon                       | 1562          | Poétesse                                                                                 |              |                                                                            |
| Pierre Dupont       | Lyon               | 1821              | Paris                      | 1870          | Poète et chansonnier                                                                     |              | Buste érigé en 1899, à Lyon                                                |
| Paul Mariéton       | Lyon               | 1862              | Nice                       | 1911          | Poète, directeur de la Revue félibréenne (1885-1909)                                     |              |                                                                            |
| Pierre Perrin       | Lyon               | 1620 ?            | Paris                      | 1675          | Poète, librettiste                                                                       |              |                                                                            |
| Xavier Privas       | Lyon               | 1863              | Paris                      | 1927          | Poète et chansonnier                                                                     |              | En 1913                                                                    |
| Hyacinthe Valmore   | Lyon               | 1821              | ?                          | 1853          | Poétesse                                                                                 |              |                                                                            |

## Arts audio-visuels

### Cinéma
| Alexandre Astier   | Lyon    | 1974 |                      |      | Comédien, réalisateur          |  |                                                                                      |  |                             |
| Antoine Balpêtré   | Lyon    | 1898 | Paris                | 1963 | Acteur                         |  |                                                                                      |  |                             |
| Dominique Blanc    | Lyon    | 1956 |                      |      | Actrice                        |  | Dominique Blanc en 2009.                                                             |  |                             |
| Myriam Boyer       | Lyon    | 1948 |                      |      | Actrice                        |  | Au théâtre Marigny à Paris le 17 février 2008 lors des saluts pour La Vie devant soi |  |                             |
| Jacques Chambon    | Vannes  | 1962 |                      |      | Comédien et metteur en scène   |  | Jacques Chambon en 2016.                                                             |  |                             |
| Jean-Paul Civeyrac | Firminy | 1964 |                      |      | Scénariste et réalisateur      |  |                                                                                      |  |                             |
| Roger Coggio       | Lyon    | 1934 | Bobigny              | 2001 | Acteur et réalisateur          |  |                                                                                      |  |                             |
| Clovis Cornillac   | Lyon    | 1968 |                      |      | Acteur                         |  |                                                                                      |  |                             |
| Jacqueline Delubac | Lyon    | 1907 | Créteil              | 1997 | Actrice                        |  |                                                                                      |  |                             |
| Jacques Deray      | Lyon    | 1929 | Boulogne-Billancourt | 2003 | Cinéaste                       |  |                                                                                      |  |                             |
| Évelyne Dress      | Lyon    | 1947 |                      |      | Actrice, réalisatrice          |  |                                                                                      |  |                             |
| Bernard Farcy      | Lyon    | 1949 |                      |      | Acteur                         |  |                                                                                      |  |                             |
| Michèle Girardon   | Lyon    | 1938 | Lyon                 | 1975 | Actrice                        |  |                                                                                      |  |                             |
| Georges Géret      | Lyon    | 1924 | Paris                | 1996 | Acteur                         |  |                                                                                      |  |                             |
| Marcel Journet     | Lyon    | 1895 | Saint-Gérand-le-Puy  | 1973 | Acteur                         |  |                                                                                      |  |                             |
| Bérengère Krief    | Lyon    | 1983 |                      |      | Actrice, comique               |  | Bérengère Krief en 2015.                                                             |  |                             |
| Diane Kurys        | Lyon    | 1948 |                      |      | Actrice et réalisatrice        |  |                                                                                      |  |                             |
| Christian Marin    | Lyon    | 1929 | Paris                | 2012 | Acteur                         |  |                                                                                      |  |                             |
| Bertrand Tavernier | Lyon    | 1941 | Sainte-Maxime        | 2021 |                                |  | Cinéaste                                                                             |  | Bertrand Tavernier en 2009. |
| Sylvie Testud      | Lyon    | 1971 |                      |      | Actrice                        |  | Sylvie Testud en 2011.                                                               |  |                             |
| François Vibert    | Lyon    | 1891 | Montreuil-sous-Bois  | 1978 | Acteur de théâtre et de cinéma |  |                                                                                      |  |                             |
| Maurice Vaudaux    | Lyon    | 1949 |                      |      | Acteur                         |  |                                                                                      |  |                             |

### Télévision - Radio
| Nom                    | Lieu de naissance | Date de naissance | Lieu de décès     | Date de décès | Statut, fonction                                                        | Illustration | Légende                                                             |
| ---------------------- | ----------------- | ----------------- | ----------------- | ------------- | ----------------------------------------------------------------------- | ------------ | ------------------------------------------------------------------- |
| Capucine Anav          | Lyon              | 1991              | --                | --            | Animatrice et chroniqueuse de télévision                                |              |                                                                     |
| Jérôme Bonaldi         | Lyon              | 1952              | --                | --            | Chroniqueur, animateur télé et radio                                    |              |                                                                     |
| Stéphane Bern          | Lyon              | 1963              | --                | --            | Journaliste, animateur de radio et présentateur de télévision, écrivain |              | Stéphane Bern au festival de Cannes 2005                            |
| Jean-Claude Bourret    | Lyon              | 1941              | --                | --            | Journaliste à la radio et à la télévision                               |              | Jean-Claude Bourret au salon du livre Radio France en novembre 2011 |
| David Charvet          | Lyon              | 1972              | --                | --            | Acteur, chanteur                                                        |              |                                                                     |
| Michel Duran           | Lyon              | 1900              | --                | 1994          | Acteur, auteur, dialoguiste et scénariste                               |              |                                                                     |
| Axel Duroux            | Lyon              | 1963              | --                | --            | Journaliste et homme de radio et de télévision                          |              |                                                                     |
| Sophie Favier          | Lyon              | 1963              | --                | --            | Animatrice télé                                                         |              |                                                                     |
| Simone Garnier         | Lyon              | 1931              | --                | --            | Animatrice de télévision                                                |              |                                                                     |
| Bénédicte Le Chatelier | Lyon              | 1976              | --                | --            | Journaliste de télévision                                               |              |                                                                     |
| Stéphanie Loire        | Lyon              | 1982              | --                | --            | Animatrice de télévision et de radio                                    |              |                                                                     |
| Jacques Martin         | Lyon              | 1933              | Biarritz          | 2007          | Animateur et producteur de télévision                                   |              | Jacques Martin au festival de Cannes, dans les années 1980          |
| Clélie Mathias         | Lyon              | 1979              |                   |               | journaliste, présentatrice de télévision et animatrice de radio         |              |                                                                     |
| Max Meynier            | Lyon              | 1938              | Neuilly-sur-Seine | 2006          | Animateur radio et télévision                                           |              |                                                                     |
| Ayem Nour              | Lyon              | 1988              |                   |               | Animatrice de télévision                                                |              |                                                                     |
| Bernard Pivot          | Lyon              | 1935              | 2024              | --            | Journaliste, animateur et producteur de télévision                      |              | Bernard Pivot au Salon du livre de Paris en mars 2009               |
| Jeremstar              | Lyon              | 1987              | --                | --            | Journaliste people et interview                                         |              |                                                                     |
| Alessandra Sublet      | Lyon              | 1976              | --                | --            | animatrice de radio et de télévision                                    |              |                                                                     |

### Photographie
| Nom               | Lieu de naissance | Date de naissance | Lieu de décès | Date de décès | Statut, fonction | Illustration | Légende |
| ----------------- | ----------------- | ----------------- | ------------- | ------------- | ---------------- | ------------ | ------- |
| Jacqueline Salmon | Lyon              | 1965              | --            | --            | Photographe      |              |         |

### Informatique et Infovision
| Nom             | Lieu de naissance | Date de naissance | Lieu de décès | Date de décès | Statut, fonction | Illustration | Légende                      |
| --------------- | ----------------- | ----------------- | ------------- | ------------- | --- | ------------ | ---------------------------- |
| Frank Verpillat | Lyon              | 1946              | 2010          | Paris         | Artiste plasticien, réalisateur de cinéma, et pionnier des techniques de montage virtuel et de l'holoscopie, Grand prix de Rome 1980 |              |                              |
| Bruno Bonnell   | Alger             | 1958              | --            | --            | Fondateur d'Infogrames, il anime depuis 2007 Robopolis société spécialisée dans la robotique personnelle.                            |              | En 2008                      |
| Amixem          | Lyon              | 1991              | --            | --            | Vidéaste connu sur la plateforme YouTube né à Lyon, et vivant actuellement à Angers.                                                 |              | En 2019                      |
| EnjoyPhoenix    | Paris             | 1995              | --            | --            | Vidéaste et Blogueuse de mode influente connue sur la plateforme Youtube vivant actuellement à Lyon.                                 |              | 14 octobre 2010/12 mars 2011 |

## Économie

### Économistes, Banquiers et financiers
| Nom                 | Lieu de naissance          | Date de naissance | Lieu de décès | Date de décès | Statut, fonction | Illustration | Légende |
| ------------------- | -------------------------- | ----------------- | ------------- | ------------- | --- | ------------ | ------- |
| André Morellet      | Lyon                       | 1727              | Paris         | 1819          | Économiste, contributeur de l'Encyclopédie et du Dictionnaire de l'Académie française                                                                       |              |         |
| Jean-Baptiste Say   | Lyon                       | 1767              | Paris         | 1832          | Industriel et Économiste majeur de l'école française classique et libérale. Auteur de la Loi des débouchés (dite aussi Loi de Say)                          |              |         |
| Benjamin Delessert  | Lyon                       | 1773              | Paris         | 1847          | Homme d'affaires, fondateur des Caisses d'Épargne en France (1818)                                                                                          |              |         |
| Henri Germain       | Lyon                       | 1824              | Cannes        | 1905          | Banquier et Homme politique, fondateur du Crédit lyonnais en 1863, auteur de la doctrine «Germain» (séparation entre banque de dépôts et Banque d'affaires) |              |         |
| Émile Bethenod      | Saint-Maurice-sur-Dargoire | 1846              | Paris         | 1929          | Banquier, administrateur du Crédit lyonnais et de la Banque de l'Indochine                                                                                  |              |         |
| Joseph Rambaud      | Lyon                       | 1849              | lyon          | 1919          | Économiste, homme d'affaires et fondateur du quotidien «Le Nouvelliste»                                                                                     |              |         |
| Francisque Aynard   | Lyon                       | 1869              | Lyon          | 1954          | Banquier |              |         |
| François Perroux    | Lyon                       | 1903              | Stains        | 1987          | Économiste de la Croissance économique et du Développement économique et social, fondateur de l'ISEA en 1944                                                |              |         |
| Jean-Claude Trichet | Lyon                       | 1942              | --            | --            | ex Président de la Banque centrale européenne |              | En 2001 |

### Entrepreneurs et Industriels
| Nom                                                    | Lieu de naissance      | Date de naissance | Lieu de décès             | Date de décès | Statut, fonction | Illustration | Légende |
| ------------------------------------------------------ | ---------------------- | ----------------- | ------------------------- | ------------- | --- | ------------ | ------- |
| François Barthélemy Arlès-Dufour                       | Sète                   | 1797              | Vallauris                 | 1872          | Saint-Simonien, Commissionnaire soyeux, initiateur en 1857 de «L'École centrale lyonnaise pour l'Industrie et le Commerce » |              |         |
| Joseph Gillet                                          | Lyon                   | 1843              | Paris                     | 1923          | Industriel et banquier français |              |         |
| Jean-Michel Aulas                                      | L'Arbresle             | 1949              | --                        | --            | Fondateur et PDG de CEGID et Président de l'Olympique lyonnais |              |         |
| Marius Berliet                                         | Lyon                   | 1866              | Cannes                    | 1949          | Constructeur automobile |              | En 1921 |
| Paul Bocuse                                            | Collonges-au-Mont-d'Or | 1926              | Collonges-au-Mont-d'Or    | 2018          | Grand chef cuisinier. Trois étoiles au Guide Michelin depuis 1965 |              |         |
| Jean Boiron                                            | Paris                  | 1906              | Lyon                      | 1996          | Pharmacien, fondateur des Laboratoires Boiron en 1932 |              |         |
| Napoléon Bullukian                                     | Malatya en Turquie     | 1905              | Lyon                      | 1984          | Résistant, entrepreneur, créateur de la Fondation Bullukian |              |         |
| Alain Chapel                                           | Lyon                   | 1937              | Avignon                   | 1990          | Chef cuisinier ; Meilleur ouvrier de France et Trois étoiles au Guide Michelin en 1973 |              |         |
| Benjamin Delessert                                     | Lyon                   | 1773              | Paris                     | 1847          | Industriel, philanthrope, botaniste, un des fondateurs des Caisses d'épargne |              |         |
| Pierre Desgoutte (parfois orthographié « Desgouttes ») | Saint-Hilaire          | 1874              | Nice                      | 1955          | Fondateur en 1904, place du Bachut d'une fabrique d'automobiles, devenue en 1906, les « Automobiles Cottin-Desgouttes » |              |         |
| Cyrille Édouard Cottin                                 | Vevey                  | 1870              | Lyon                      | 1944          | Industriel et coureur automobile, cofondateur de l'entreprise Cottin & Desgouttes |              |         |
| Luc Court                                              | Rives                  | 1862              | Lyon                      | 1942          | Constructeur automobile et inventeur particulièrement fécond de la filière automobile naissante |              |         |
| Émile Guimet                                           | Lyon                   | 1836              | Fleurieu-sur-Saône        | 1918          | Industriel et mécène. Grand Voyageur et fondateur du Musée Guimet d'Histoire naturelle à Lyon |              | En 1911 |
| Jean-Baptiste Guimet                                   | Voiron                 | 1795              | Voiron                    | 1871          | Polytechnicien, inventeur du colorant « Outremer artificiel » qu'il produit dans son usine de Fleurieu-sur-Saône. Participe en 1855 à des créations de sociétés avec Henry Merle, dont certaines sont à l'origine du groupe Pechiney. |              |         |
| Joseph-Marie Jacquard                                  | Lyon                   | 1752              | Oullins                   | 1834          | Inventeur éponyme du métier à tisser dit « métier Jacquard » |              |         |
| Claude François Dorothée de Jouffroy d'Abbans          | Roche sur Rognon       | 1751              | Paris                     | 1832          | Inventeur et expérimentateur à Lyon du Pyroscaphe, premier bateau mû par la vapeur |              |         |
| Frères Lumière : Auguste Lumière et Louis Lumière      | Besançon               |                   |                           |               | Pionniers de l'exploitation commerciale de la cinématographie |              |         |
| Marcel Mérieux                                         | Lyon                   | 1870              | ?                         | 1937          | Biologiste |              |         |
| Charles Mérieux                                        | Lyon                   | 1907              | ?                         | 2001          | Médecin |              |         |
| Jean Panzani (Giovanni)                                | En Italie              | 1911              | Saint-Didier-au-Mont-d'Or | 2003          | Fondateur de la société Panzani |              |         |
| Marius Patay                                           | Bourg-de-Thizy         | 1860              |                           | 1944          | Fondateur de la société Patay |              |         |
| Antoine Riboud                                         | Lyon                   | 1918              | ?                         | 2002          | Fondateur de BSN qui deviendra le groupe Danone |              |         |
| Théodore Schneider                                     | Bourg-Argental         | 1862              | ?                         | ?             | Créateur avec Édouard Rochet de la firme automobile Rochet-Schneider en 1899 |              |         |
| Barthélemy Thimonnier                                  | L'Arbresle             | 1793              | Amplepuis                 | 1857          | Inventeur de la machine à coudre |              |         |
| Georges Villiers                                       | Lyon                   | 1889              | Paris                     | 1982          | Entrepreneur, Maire de Lyon, Premier président du CNPF |              |         |
| Gabriel Voisin                                         | Belleville sur Saône   | 1880              | Ozenay                    | 1973          | Pionnier de l'aviation et fondateur avec son frère Charles Voisin de la première entreprise de fabrication d'avions commerciaux. |              |         |
| Charles Cabaud                                         | Lyon                   | 1858              | ?                         | 1939          | Homme d'affaires lyonnais, président de Descours & Cabaud, administrateur de la Banque de France et consul de Russie |              |         |

## Sciences

### Astronomie - Géologie
| Nom            | Lieu de naissance | Date de naissance | Lieu de décès | Date de décès | Statut, fonction                                           | Illustration | Légende |
| -------------- | ----------------- | ----------------- | ------------- | ------------- | ---------------------------------------------------------- | ------------ | ------- |
| Laurent Béraud | Lyon              | 1703              | Villeurbanne  | 1777          | Astronome                                                  |              |         |
| Jean Chacornac | Lyon              | 1823              | Villeurbanne  | 1873          | Astronome                                                  |              |         |
| Arnould Locard | Lyon              | 1841              | ?             | 1904          | Naturaliste et géologue                                    |              |         |
| Eugène Patrin  | Lyon              | 1742              | Saint-Vallier | 1815          | Minéralogiste                                              |              |         |
| Pierre Termier | Lyon              | 1859              | Grenoble      | 1930          | Géologue, spécialiste de la synthèse structurale des Alpes |              |         |

### Botanique - Zoologie - Biologie - Génétique
| Nom                          | Lieu de naissance        | Date de naissance | Lieu de décès     | Date de décès | Statut, fonction                                                                                         | Illustration | Légende                                                                             |
| ---------------------------- | ------------------------ | ----------------- | ----------------- | ------------- | --- | ------------ | ----------------------------------------------------------------------------------- |
| Claude Bourgelat             | Lyon                     | 1712              | Alfort            | 1779          | Fondateur de la première école vétérinaire d'Europe, à Lyon en 1761.                                     |              |                                                                                     |
| Philibert Chabert            | Lyon                     | 1737              | Alfort            | 1814          | vétérinaire et hippiatre, oncle de Pierre Flandrin.                                                      |              |                                                                                     |
| Philibert Commerson          | Châtillon-sur-Chalaronne | 1740              | île Maurice       | 1773          | Explorateur et naturaliste, a fait le tour du monde avec Jeanne Barret                                   |              |                                                                                     |
| Georges Coutagne             | Lyon                     | 1854              | Saint-Genis-Laval | 1928          | Naturaliste, botaniste, malacologiste                                                                    |              |                                                                                     |
| Jacques Daléchamps           | Caen                     | 1513              | Lyon              | 1588          | Médecin à l'Hôtel-Dieu et botaniste, auteur d'un ouvrage sur la flore du Lyonnais                        |              |                                                                                     |
| Pierre Flandrin              | Lyon                     | 1752              | Alfort            | 1796          | vétérinaire et anatomiste.                                                                               |              |                                                                                     |
| Jean-Emmanuel Gilibert       | Lyon                     | 1741              | Lyon              | 1814          | Botaniste et médecin, créateur du Jardin des Plantes de Lyon, ancien maire de Lyon                       |              |                                                                                     |
| Louis-Furcy Grognier         | Aurillac                 | 1774              | Lyon              | 1837          | vétérinaire et anatomiste, directeur de l'école vétérinaire de Lyon.                                     |              |                                                                                     |
| Albert Jacquard              | Lyon                     | 1925              | Paris             | 2013          | Généticien, essayiste humaniste                                                                          |              |                                                                                     |
| Alexis Jordan                | Lyon                     | 1814              | Lyon              | 1897          | Botaniste                                                                                                |              |                                                                                     |
| Antoine de Jussieu           | Lyon                     | 1686              | Paris             | 1758          | Botaniste, membre de l'académie des sciences                                                             |              |                                                                                     |
| Antoine Laurent de Jussieu   | Lyon                     | 1748              | Paris             | 1836          | Botaniste                                                                                                |              |                                                                                     |
| Bernard de Jussieu           | Lyon                     | 1699              | Paris             | 1777          | Botaniste, membre de l'académie des sciences                                                             |              |                                                                                     |
| Joseph de Jussieu            | Lyon                     | 1704              | Paris             | 1779          | Botaniste, membre de l'académie des sciences                                                             |              |                                                                                     |
| Marc-Antoine de La Tourrette | Lyon                     | 1729              | Lyon              | 1793          | Botaniste                                                                                                |              |                                                                                     |
| Charles-Emile Lortet         | Oullins                  | 1836              | Lyon              | 1909          | Médecin, botaniste, zoologiste, alpiniste ; premier doyen de la Faculté de médecine de Lyon              |              |                                                                                     |
| Pierre Poivre                | Lyon                     | 1719              | Lyon              | 1786          | Navigateur-explorateur, botaniste                                                                        |              | Buste de Pierre Poivre, jardin botanique Sir Seewoosagur Ramgoolam, à Pamplemousses |
| François Rozier              | Lyon                     | 1734              | Lyon              | 1793          | Botaniste et agronome                                                                                    |              |                                                                                     |
| Nicolas Charles Seringe      | Longjumeau               | 1776              | Lyon              | 1868          | Chirurgien, professeur de botanique à la faculté de Lyon, directeur du Jardin des plantes de cette ville |              |                                                                                     |

### Mathématiques
| Nom                           | Lieu de naissance | Date de naissance | Lieu de décès | Date de décès | Statut, fonction | Illustration | Légende |
| ----------------------------- | ----------------- | ----------------- | ------------- | ------------- | --- | ------------ | ------- |
| Girard Desargues              | Lyon              | 1591              | Lyon          | 1661          | Ingénieur, mathématicien |              |         |
| Thomas Fantet de Lagny        | Lyon              | 1660              | Paris         | 1734          | Mathématicien, professeur d'hydrographie, avocat                                                                               |              |         |
| Marie Ennemond Camille Jordan | Lyon              | 1838              | Paris         | 1922          | Mathématicien (petit-fils de Camille Jordan)                                                                                   |              |         |
| Gaspard Monge                 | Beaune            | 1746              | Paris         | 1818          | Ingénieur et cofondateur de l'école Polytechnique                                                                              |              |         |
| Gabriel Mouton                | Lyon              | 1618              | Lyon          | 1694          | Mathématicien |              |         |
| Jean-Étienne Montucla         | Lyon              | 1725              | Versailles    | 1799          | Mathématicien et astronome |              |         |
| Jacques de Vaucanson          | Grenoble          | 1709              | Paris         | 1782          | Inspecteur général des Manufactures de Soie ; mécanicien (il perfectionna les métiers à tisser la soie) ; créateur d'automates |              |         |

### Médecine
| Nom                         | Lieu de naissance          | Date de naissance    | Lieu de décès       | Date de décès | Statut, fonction | Illustration | Légende |
| --------------------------- | -------------------------- | -------------------- | ------------------- | ------------- | --- | ------------ | --- |
| Léon Eugène Bérard          | Morez                      | 1870                 | Lyon                | 1956          | Médecin et chirurgien, pionnier de la cancérologie                                                                             |              | |
| Nicolas Andry de Boisregard | Lyon                       | 1658                 | Lyon ?              | 1742          | Médecin parasitologue et orthopédiste                                                                                          |              | |
| Amédée Bonnet               | Ambérieu-en-Bugey          | 1809                 | Lyon                | 1858          | Chirurgien orthopédique à l'hôtel-Dieu de Lyon                                                                                 |              | |
| Jean Brudon                 | ?                          | 1921                 | ?                   | 1992          | Ancien président de l'ordre des pharmaciens français                                                                           |              | |
| Alexis Carrel               | Sainte-Foy-lès-Lyon        | 1873                 | Paris               | 1944          | Chirurgien |              | prix Nobel de physiologie ou médecine en 1912                                                                              |
| Léopold Chauveau            | Lyon                       | 1870                 | Paris               | 1940          | Chirurgien et littérateur |              | |
| Jules Courmont              | Lyon                       | 1865                 | Lyon                | 1917          | Médecin et biologiste, cofondateur de l'Institut bactériologique de Lyon et de l'hôpital Grange-Blanche                        |              | |
| Marcel Dargent              | Lyon                       | 1908                 | Moulins             | 1972          | Gynécologue-accoucheur |              | |
| Jean Gaté                   | Lyon                       | 1885                 | Lyon                | 1972          | Dermatologue |              | |
| Étienne Destot              | Dijon                      | 1864                 | Châtillon-sur-Seine | 1918          | Médecin anatomiste des hôpitaux civils de Lyon (Croix-Rousse, Charité et Hôtel-Dieu) ; pionnier de la radiologie.              |              | |
| Charles-Louis Dumas         | Lyon                       | 1765                 | Montpellier         | 1813          | Médecin (hôtel-Dieu) et professeur d'anatomie et de physiologie                                                                |              | |
| Théodore Herpin             | Lyon                       | 1799                 | ?                   | 1865          | Médecin-psychiatre |              | |
| Mathieu Jaboulay            | Saint-Genis-Laval          | 1860                 | Melun               | 1913          | Chirurgien-major de l'Hôtel-Dieu de Lyon ; professeur de clinique chirurgicale ; pionnier de la xénogreffe                     |              | |
| Marc Jeannerod              | Lyon                       | 1935                 | Lyon                | 2011          | Médecin et écrivain |              | |
| Alexandre Lacassagne        | Cahors                     | 1843                 | Lyon                | 1924          | Pionnier de la médecine légale, fondateur de l'anthropologie criminelle                                                        |              | |
| Raphaël Lépine              | Lyon                       | 1840                 | Nice                | 1919          | Médecin, physiologiste |              | |
| René Leriche                | Roanne                     | 1879                 | Cassis              | 1955          | Neurologue, pionnier de l'étude de la douleur                                                                                  |              | |
| Edmond Locard               | Saint-Chamond              | 1877                 | Lyon                | 1966          | Médecin légiste |              | |
| Adrien Loir                 | Lyon                       | 1862                 | Lyon                | 1941          | Bactériologiste |              | |
| Charles-Emile Lortet        | Oullins                    | 1836                 | Lyon                | 1909          | Médecin, botaniste, zoologiste, alpiniste ; premier doyen de la Faculté de médecine de Lyon                                    |              | |
| Pierre Mazel                | Anduze                     | 1884                 | Lyon                | 1965          | Médecin et résistant ; pionnier de la médecine du travail, médecin légiste chargé du Mémorial de l'oppression                  |              | |
| Léopold Ollier              | Les Vans                   | 1830                 | ?                   | 1900          | Chirurgien orthopédiste, considéré comme le père de la chirurgie orthopédique moderne.                                         |              | Ollier rassurant une mère, par E. Destot au musée Ollier des Vans                                                          |
| Marc-Antoine Petit          | Lyon                       | 1766                 | Villeurbanne        | 1811          | Chirurgien à l'hôtel-Dieu, fondateur de la Société de médecine de Lyon                                                         |              | |
| Joseph-Pierre Pétrequin     | Villeurbanne               | 1810                 | Fontaines-sur-Saône | 1876          | Chirurgien-major de l'Hôpital de l'Hôtel-Dieu de Lyon ; fondateur de la Faculté de médecine de Lyon ; pionnier de l'hydrologie |              | |
| Antonin Poncet              | Saint-Trivier-sur-Moignans | 1848                 | Culoz               | 1913          | Chirurgien-major de l'Hôpital de la Charité et de l'Hôtel-Dieu de Lyon ; pionnier de l'asepsie                                 |              | |
| Charles Pravaz              | Pont-de-Beauvoisin         | \|1791               | Lyon                | 1853          | Chirurgien orthopédiste, inventeur de la seringue hypodermique à piston.                                                       |              | |
| Claude Pouteau              | Lyon                       | 1724                 | ?                   | 1775          | Chirurgien à l'hôtel-Dieu, hygiéniste. Il a décrit la fracture de Pouteau                                                      |              | |
| François Rabelais           | Chinon                     | Vers 1493 ?          | Paris               | 1553          | Écrivain et médecin |              | Portrait anonyme du XVIIe siècle ; huile sur toile; 0,48 H, 0,40 L ; musée national du château et des Trianons, Versailles |
| Victor Rochet               | Lyon                       | 1860                 | Lyon                | 1934          | Chirurgien à l'Hôpital de l'Antiquaille, Urologie, fondateur de l'urologie lyonnaise.                                          |              | |
| Philibert Sarrazin          | Saint-Aubin-en-Charollais  | Début du XVIe siècle | Genève en Suisse    | 1573          | Médecin de l'hôtel-Dieu |              | |

### Physique et chimie
| Nom                      | Lieu de naissance | Date de naissance | Lieu de décès      | Date de décès | Statut, fonction                                                                                          | Illustration | Légende |
| ------------------------ | ----------------- | ----------------- | ------------------ | ------------- | --- | ------------ | ------- |
| André-Marie Ampère       | Lyon              | 1775              | Marseille          | 1836          | Physicien, auteur de la théorie de l'électromagnétisme. A donné son nom à l'unité d'intensité électrique. |              |         |
| Joseph Bethenod          | Lyon              | 1883              | Paris              | 1944          | Ingénieur, pionnier de la radioélectricité et de la radiotélégraphie (300 brevets).                       |              |         |
| Victor Grignard          | Cherbourg         | 1871              | Lyon               | 1935          | Chimiste, Prix Nobel de chimie en 1912                                                                    |              |         |
| Pierre Grivet            | Lyon              | 1911              | ?                  | 1992          | Physicien ; pionnier du microscope électronique                                                           |              |         |
| Louis Néel               | 1904              | Lyon              | Brive-la-Gaillarde | 2000          | Physicien, Prix Nobel de physique en 1970                                                                 |              |         |
| Jean Perrin              | 1870              | Lille             | New York           | 1942          | Physicien étudie le mouvement brownien et l'énergie solaire, Prix Nobel de physique en 1926               |              |         |
| Jules Raulin             | Mézières          | 1836              | Lyon               | 1896          | Chimiste et biologiste, fondateur en 1883 de l'École supérieure de chimie industrielle de Lyon            |              |         |
| Pierre-Jacques Willermoz | 1735              | Lyon              | ?                  | 1799          | Médecin et chimiste, inaugure à Lyon un cours de chimie très fréquenté.                                   |              |         |

## Sports

### Athlétisme, tennis
| Nom               | Lieu de naissance | Date de naissance | Lieu de décès         | Date de décès | Statut, fonction                              | Illustration | Légende |
| ----------------- | ----------------- | ----------------- | --------------------- | ------------- | --------------------------------------------- | ------------ | ------- |
| Sandrine Testud   | Lyon              | 1972              | --                    | --            | Joueuse de tennis                             |              |         |
| Frédérique Bangué | Lyon              | 1976              | --                    | --            | Sprinteuse                                    |              |         |
| Henri Cochet      | Villeurbanne      | 1901              | Saint-Germain-en-Laye | 1987          | Joueur de tennis, un des Quatre Mousquetaires |              | En 1930 |

### Automobile, Formule 1
| Nom              | Lieu de naissance | Date de naissance | Lieu de décès        | Date de décès | Statut, fonction            | Illustration | Légende                |
| ---------------- | ----------------- | ----------------- | -------------------- | ------------- | --------------------------- | ------------ | ---------------------- |
| Eugène Chaboud   | Lyon              | 1907              | Montfermeil          | 1983          | Pilote de Formule 1         |              |                        |
| Olivier Panis    | Lyon              | 1966              | --                   | --            | Pilote de Formule 1         |              | À Indianapolis en 2002 |
| Lionel Régal     | Lyon              | 1973              | Saint-Ursanne        | 2010          | Pilote de course de côte    |              |                        |
| Jean-Karl Vernay | Villeurbanne      | 1987              | --                   | --            | Pilote de Le Mans Prototype |              |                        |
| Kévin Estre      | Lyon              | 1988              | --                   | --            | Pilote d'endurance Porsche  |              |                        |
| Anthoine Hubert  | Lyon              | 1996              | Staverlot (Belgique) | 31 août 2019  | Pilote de F2                |              |                        |
| Julien Andlauer  | Lyon              | 1999              | --                   | --            | Pilote d'endurance Porsche  |              |                        |

### Basket, volley-ball
| Nom          | Lieu de naissance      | Date de naissance | Lieu de décès | Date de décès | Statut, fonction                                    | Illustration | Légende |
| ------------ | ---------------------- | ----------------- | ------------- | ------------- | --------------------------------------------------- | ------------ | ------- |
| Alain Gilles | Roanne                 | 1945              | Montpellier   | 2014          | Joueur emblématique de l'ASVEL dans les années 1970 |              |         |
| Delaney Rudd | Halifax aux États-Unis | 1962              | --            | --            | Joueur de l'ASVEL                                   |              |         |
| Éric Bouvier | Lyon                   | 1961              | --            | --            | Joueur de volley-ball                               |              |         |

### Boxe Judo Karaté - Sports de combat
| Nom               | Lieu de naissance | Date de naissance | Lieu de décès | Date de décès | Statut, fonction                                      | Illustration                                                                    | Légende |
| ----------------- | ----------------- | ----------------- | ------------- | ------------- | ----------------------------------------------------- | ------------------------------------------------------------------------------- | ------- |
| Karim Netchaoui   | Villeurbanne      | 1977              | --            | --            | Champion de France des super-légers en 2003           |                                                                                 |         |
| Bertrand Damaisin | Lyon              | 1968              |               |               | Judoka                                                |                                                                                 |         |
| Fabrice Tiozzo    | Saint-Denis       | 1969              | --            | --            | Boxeur professionnel, à Lyon depuis 1986              | Fabrice Tiozzo (2011)                                                           |         |
| Djamel Bouras     | Givors            | 1971              | --            | --            | Judoka                                                | Au meeting de François Bayrou 18 avril 2007 au palais omnisports de Paris-Bercy |         |
| Thierry Masci     | Lyon              | 1959              | --            | --            | Karatéka                                              |                                                                                 |         |
| Farès Ziam        | Vénissieux        | 1997              | --            | --            | Combattant professionnel d'arts martiaux mixtes (MMA) |                                                                                 |         |

### Cyclisme
| Nom                    | Lieu de naissance | Date de naissance | Lieu de décès | Date de décès | Statut, fonction                                                      | Illustration | Légende                                                    |
| ---------------------- | ----------------- | ----------------- | ------------- | ------------- | --------------------------------------------------------------------- | ------------ | ---------------------------------------------------------- |
| Sylvain Calzati        | Lyon              | 1979              | --            | --            | Cycliste professionnel de 2003 à 2011                                 |              | Pendant le Tour de France 2009                             |
| Samuel Dumoulin        | Vénissieux        | 1980              | --            | --            | Cycliste professionnel depuis 2002                                    |              | En 2009                                                    |
| Jean-Christophe Péraud | Toulouse          | 1975              | --            | --            | Cycliste professionnel, résidant à Villeurbanne                       |              | Jean-Christophe Péraud lors du Tour de l'Ain 2014          |
| David Moncoutié        | Provins           | 1977              | --            | --            | Cycliste professionnel de 1997 à 2012. Résidant à Sourcieux-les-Mines |              | David Moncoutié lors du Critérium du Dauphiné 2012         |
| Jean Forestier         | Lyon              | 1930              | --            | --            | --                                                                    | --           | --                                                         |
| Hubert Dupont          | Lyon              | 1980              | --            | --            | Cycliste professionnel depuis 2005                                    |              | Hubert Dupont lors du Tour de l'Ain 2013.                  |
| Philippe Martinez      | Lyon              | 1959              | --            | --            | --                                                                    | --           | --                                                         |
| Amélie Rivat           | Lyon              | 1989              | --            | --            | Cycliste professionnel depuis 2012                                    |              | Pendant le championnat de France sur route espoirs de 2011 |

### Football
| Nom                  | Lieu de naissance       | Date de naissance | Lieu de décès | Date de décès | Statut, fonction | Illustration | Légende                                                     |
| -------------------- | ----------------------- | ----------------- | ------------- | ------------- | --- | ------------ | ----------------------------------------------------------- |
| Jean-Michel Aulas    | L'Arbresle              | 1949              | --            | --            | Fondateur et PDG de CEGID et président de l'Olympique lyonnais                                                           |              |                                                             |
| Raymond Domenech     | Lyon                    | 1952              | --            | --            | Ancien footballeur et sélectionneur de l'équipe de France de juillet 2004 à juillet 2010                                 |              | En 2007                                                     |
| Ludovic Giuly        | Lyon                    | 1976              | --            | --            | Footballeur |              | Pendant la Liga 2005-2006                                   |
| Fleury Di Nallo      | Lyon                    | 1943              | --            | --            | Footballeur |              |                                                             |
| Bernard Lacombe      | Lyon                    | 1952              | --            | --            | Footballeur, meilleur buteur du championnat de France (255 buts)                                                         |              |                                                             |
| Bruno N'Gotty        | Lyon                    | 1971              | --            | --            | Footballeur |              |                                                             |
| Sabri Lamouchi       | Lyon                    | 1971              | --            | --            | Footballeur |              |                                                             |
| Grégory Coupet       | Le Puy-en-Velay         | 1972              | --            | --            | Footballeur, gardien de but de l'Olympique lyonnais de 1997 à 2008                                                       |              |                                                             |
| Sonny Anderson       | Goiatuba au Brésil      | 1970              | --            | --            | Footballeur |              |                                                             |
| Juninho Pernambucano | Recife au Brésil        | 1975              | --            | --            | Footballeur de l'Olympique lyonnais de 2001 à 2009 sept fois champion de France avec ce club                             |              | en 2007                                                     |
| Éric Abidal          | Saint-Genis-Laval       | 1979              | --            | --            | Footballeur |              | En 2008                                                     |
| Frédéric Kanouté     | Sainte-Foy-lès-Lyon     | 1977              | --            | --            | Footballeur |              |                                                             |
| Florian Maurice      | Sainte-Foy-lès-Lyon     | 1974              | --            | --            | Footballeur |              |                                                             |
| Luis Fernandez       | Tarifa en Espagne       | 1959              | --            | --            | Footballeur |              |                                                             |
| Karim Benzema        | Lyon                    | 1987              | --            | --            | Footballeur |              | En 2008 sous les couleurs de l'équipe de France de football |
| Rémy Riou            | Lyon                    | 1987              | --            | --            | Footballeur |              | Remy Riou en octobre 2015                                   |
| Bryan Bergougnoux    | Lyon                    | 1983              | --            | --            | Footballeur |              |                                                             |
| Wendie Renard        | Schœlcher en Martinique | 1990              | --            | --            | Footballeuse de l'Olympique Lyonnais depuis 2006, 14 fois championne de France et 9 fois vainqueur de la Coupe de France |              | En 2011 à la FIFA Women's World Cup                         |

### Ski - Glace - Montagne
| Nom                | Lieu de naissance | Date de naissance | Lieu de décès     | Date de décès | Statut, fonction                                                                                       | Illustration | Légende                                                                        |
| ------------------ | ----------------- | ----------------- | ----------------- | ------------- | --- | ------------ | ------------------------------------------------------------------------------ |
| Marina Anissina    | Moscou en Russie  | 1975              | --                | --            | Patineuse artistique, médaillée d'or aux Jeux olympiques d'hiver de 2002                               |              | En couple avec Gwendal Peizerat à la Finale du Grand Prix ISU 2001 à Kitchener |
| Maurice Herzog     | Lyon              | 1919              | Neuilly-sur-Seine | 2012          | Alpiniste, 1er vainqueur de l'Annapurnale 3 juin 1950. Son récit : premier 8000.                       |              |                                                                                |
| Gwendal Peizerat   | Lyon              | 1972              | --                | --            | Patineur artistique, médaillé d'or aux Jeux olympiques d'hiver de 2002                                 |              | Au festival de Cannes 2005                                                     |
| Florence Steurer   | Lyon              | 1949              | --                | --            | Skieuse alpine, médaillée d'argent et bronze aux Jeux olympiques d'hiver de 1972                       |              |                                                                                |
| Marie Dorin-Habert | Lyon              | 1986              |                   |               | Biathlète française, vice-championne olympique avec le relais en 2010 et quintuple championne du monde |              | En décembre 2011                                                               |

### Rugby
| Nom               | Lieu de naissance | Date de naissance | Lieu de décès | Date de décès | Statut, fonction | Illustration | Légende |
| ----------------- | ----------------- | ----------------- | ------------- | ------------- | ---------------- | ------------ | ------- |
| Sylvain Marconnet | Givors            | 1976              | --            | --            | Rugbyman         |              |         |
| Pascal Papé       | Lyon              | 1980              | --            | --            | Rugbyman         |              |         |

### Équitation
| Nom                    | Lieu de naissance | Date de naissance | Lieu de décès | Date de décès | Statut, fonction | Illustration | Légende |
| ---------------------- | ----------------- | ----------------- | ------------- | ------------- | ---------------- | ------------ | ------- |
| Pascal Marion-Bourgeat | Bron              | 1961              | --            | --            | Cavalier         |              | En 1994 |